# Llista d'asteroides (442001-443000)
Llista d'asteroides del 442.001 al 443.000, amb data de descoberta i descobridor. És un fragment de la llista d'asteroides completa. Als asteroides se'ls dona un número quan es confirma la seva òrbita, per tant apareixen llistats aproximadament segons la data de descobriment.

## 442001– 442100
| Nom    | Designació provisional | Data de descobriment   | Lloc de descobriment | Descobridor/s     |
| ------ | ---------------------- | ---------------------- | -------------------- | ----------------- |
| 442001 | 2010 OH15              | 17 de juliol de 2010   | WISE                 | WISE              |
| 442002 | 2010 OX17              | 18 de juliol de 2010   | WISE                 | WISE              |
| 442003 | 2010 ON19              | 5 de novembre de 2005  | Kitt Peak            | Spacewatch        |
| 442004 | 2010 OJ20              | 28 de maig de 2008     | Kitt Peak            | Spacewatch        |
| 442005 | 2010 OY23              | 19 de juliol de 2010   | WISE                 | WISE              |
| 442006 | 2010 OQ26              | 19 de juliol de 2010   | WISE                 | WISE              |
| 442007 | 2010 OS38              | 7 de setembre de 2004  | Kitt Peak            | Spacewatch        |
| 442008 | 2010 OF40              | 1 d'abril de 2008      | Mount Lemmon         | Mt. Lemmon Survey |
| 442009 | 2010 OB42              | 24 de desembre de 2006 | Kitt Peak            | Spacewatch        |
| 442010 | 2010 OE43              | 22 de juliol de 2010   | WISE                 | WISE              |
| 442011 | 2010 OK55              | 23 de juliol de 2010   | WISE                 | WISE              |
| 442012 | 2010 OL67              | 24 de juliol de 2010   | WISE                 | WISE              |
| 442013 | 2010 OR68              | 7 de desembre de 2005  | Kitt Peak            | Spacewatch        |
| 442014 | 2010 OC70              | 25 de juliol de 2010   | WISE                 | WISE              |
| 442015 | 2010 OS73              | 25 de juliol de 2010   | WISE                 | WISE              |
| 442016 | 2010 OG81              | 8 d'agost de 2004      | Anderson Mesa        | LONEOS            |
| 442017 | 2010 OQ84              | 29 de novembre de 2005 | Kitt Peak            | Spacewatch        |
| 442018 | 2010 OZ87              | 13 d'abril de 2008     | Kitt Peak            | Spacewatch        |
| 442019 | 2010 OO94              | 24 d'abril de 2003     | Kitt Peak            | Spacewatch        |
| 442020 | 2010 OB103             | 29 de juliol de 2010   | WISE                 | WISE              |
| 442021 | 2010 OC104             | 7 de setembre de 2004  | Kitt Peak            | Spacewatch        |
| 442022 | 2010 OO104             | 15 d'abril de 2008     | Mount Lemmon         | Mt. Lemmon Survey |
| 442023 | 2010 OV115             | 30 de juliol de 2010   | WISE                 | WISE              |
| 442024 | 2010 OK116             | 2 de desembre de 2005  | Mount Lemmon         | Mt. Lemmon Survey |
| 442025 | 2010 OG117             | 30 de juliol de 2010   | WISE                 | WISE              |
| 442026 | 2010 OZ119             | 31 de juliol de 2010   | WISE                 | WISE              |
| 442027 | 2010 OH127             | 28 de gener de 2007    | Mount Lemmon         | Mt. Lemmon Survey |
| 442028 | 2010 PA4               | 27 de desembre de 2006 | Mount Lemmon         | Mt. Lemmon Survey |
| 442029 | 2010 PZ4               | 1 d'agost de 2010      | WISE                 | WISE              |
| 442030 | 2010 PR6               | 25 de desembre de 2005 | Kitt Peak            | Spacewatch        |
| 442031 | 2010 PW10              | 6 d'abril de 2008      | Kitt Peak            | Spacewatch        |
| 442032 | 2010 PH19              | 4 d'agost de 2010      | WISE                 | WISE              |
| 442033 | 2010 PV27              | 5 d'agost de 2010      | WISE                 | WISE              |
| 442034 | 2010 PY35              | 14 de maig de 2008     | Mount Lemmon         | Mt. Lemmon Survey |
| 442035 | 2010 PT64              | 10 d'agost de 2010     | Kitt Peak            | Spacewatch        |
| 442036 | 2010 PP65              | 30 de novembre de 2008 | Mount Lemmon         | Mt. Lemmon Survey |
| 442037 | 2010 PR66              | 22 de juliol de 2010   | WISE                 | WISE              |
| 442038 | 2010 PG69              | 9 d'agost de 2010      | WISE                 | WISE              |
| 442039 | 2010 PW80              | 19 de gener de 2002    | Kitt Peak            | Spacewatch        |
| 442040 | 2010 RG5               | 10 d'agost de 2010     | Kitt Peak            | Spacewatch        |
| 442041 | 2010 RA10              | 6 d'octubre de 2005    | Kitt Peak            | Spacewatch        |
| 442042 | 2010 RV10              | 2 de setembre de 2010  | Mount Lemmon         | Mt. Lemmon Survey |
| 442043 | 2010 RX10              | 2 de setembre de 2010  | Mount Lemmon         | Mt. Lemmon Survey |
| 442044 | 2010 RA11              | 2 de setembre de 2010  | Mount Lemmon         | Mt. Lemmon Survey |
| 442045 | 2010 RF19              | 1 d'octubre de 2005    | Kitt Peak            | Spacewatch        |
| 442046 | 2010 RY28              | 23 de setembre de 2001 | Kitt Peak            | Spacewatch        |
| 442047 | 2010 RG30              | 4 de setembre de 2010  | Mount Lemmon         | Mt. Lemmon Survey |
| 442048 | 2010 RQ32              | 31 d'agost de 2005     | Kitt Peak            | Spacewatch        |
| 442049 | 2010 RY47              | 6 d'agost de 2010      | Kitt Peak            | Spacewatch        |
| 442050 | 2010 RK48              | 26 de febrer de 2007   | Mount Lemmon         | Mt. Lemmon Survey |
| 442051 | 2010 RY49              | 4 de setembre de 2010  | Kitt Peak            | Spacewatch        |
| 442052 | 2010 RF53              | 6 de setembre de 2010  | Socorro              | LINEAR            |
| 442053 | 2010 RC57              | 17 de gener de 2007    | Kitt Peak            | Spacewatch        |
| 442054 | 2010 RP58              | 5 de setembre de 2010  | Mount Lemmon         | Mt. Lemmon Survey |
| 442055 | 2010 RB60              | 28 de gener de 2007    | Kitt Peak            | Spacewatch        |
| 442056 | 2010 RB61              | 6 de setembre de 2010  | Kitt Peak            | Spacewatch        |
| 442057 | 2010 RC62              | 7 de setembre de 2010  | La Sagra             | OAM               |
| 442058 | 2010 RN107             | 10 de setembre de 2010 | Kitt Peak            | Spacewatch        |
| 442059 | 2010 RN110             | 6 de novembre de 2005  | Mount Lemmon         | Mt. Lemmon Survey |
| 442060 | 2010 RS111             | 11 de setembre de 2010 | Kitt Peak            | Spacewatch        |
| 442061 | 2010 RF113             | 10 de març de 2008     | Kitt Peak            | Spacewatch        |
| 442062 | 2010 RA115             | 11 de setembre de 2010 | Kitt Peak            | Spacewatch        |
| 442063 | 2010 RB124             | 11 de setembre de 2010 | Mount Lemmon         | Mt. Lemmon Survey |
| 442064 | 2010 RU134             | 18 de març de 2009     | Kitt Peak            | Spacewatch        |
| 442065 | 2010 RH136             | 10 d'octubre de 1999   | Kitt Peak            | Spacewatch        |
| 442066 | 2010 RQ142             | 6 d'agost de 2010      | Kitt Peak            | Spacewatch        |
| 442067 | 2010 RD144             | 26 d'abril de 2003     | Campo Imperatore     | CINEOS            |
| 442068 | 2010 RE144             | 10 de setembre de 2010 | Kitt Peak            | Spacewatch        |
| 442069 | 2010 RP149             | 15 de setembre de 2010 | Kitt Peak            | Spacewatch        |
| 442070 | 2010 RC150             | 15 de setembre de 2010 | Kitt Peak            | Spacewatch        |
| 442071 | 2010 RV151             | 30 d'octubre de 2005   | Kitt Peak            | Spacewatch        |
| 442072 | 2010 RX154             | 15 de setembre de 2010 | Kitt Peak            | Spacewatch        |
| 442073 | 2010 RA155             | 15 de setembre de 2010 | Kitt Peak            | Spacewatch        |
| 442074 | 2010 RL158             | 17 de gener de 2007    | Kitt Peak            | Spacewatch        |
| 442075 | 2010 RX164             | 10 de gener de 2007    | Kitt Peak            | Spacewatch        |
| 442076 | 2010 RX175             | 10 de setembre de 2010 | Kitt Peak            | Spacewatch        |
| 442077 | 2010 RE176             | 10 de setembre de 2010 | Kitt Peak            | Spacewatch        |
| 442078 | 2010 RB178             | 5 de novembre de 1999  | Kitt Peak            | Spacewatch        |
| 442079 | 2010 RA180             | 5 d'abril de 2003      | Kitt Peak            | Spacewatch        |
| 442080 | 2010 SD8               | 5 de març de 2008      | Mount Lemmon         | Mt. Lemmon Survey |
| 442081 | 2010 SO15              | 14 de gener de 2002    | Kitt Peak            | Spacewatch        |
| 442082 | 2010 SF20              | 14 de setembre de 2010 | Kitt Peak            | Spacewatch        |
| 442083 | 2010 SQ21              | 14 de setembre de 1999 | Kitt Peak            | Spacewatch        |
| 442084 | 2010 SZ33              | 31 d'octubre de 2005   | Mount Lemmon         | Mt. Lemmon Survey |
| 442085 | 2010 SE37              | 10 de març de 2007     | Mount Lemmon         | Mt. Lemmon Survey |
| 442086 | 2010 SR38              | 25 de gener de 2006    | Catalina             | CSS               |
| 442087 | 2010 SF39              | 17 de setembre de 2010 | Catalina             | CSS               |
| 442088 | 2010 TL1               | 3 d'octubre de 1999    | Kitt Peak            | Spacewatch        |
| 442089 | 2010 TO8               | 2 de setembre de 2010  | Mount Lemmon         | Mt. Lemmon Survey |
| 442090 | 2010 TT14              | 21 de febrer de 2007   | Kitt Peak            | Spacewatch        |
| 442091 | 2010 TQ26              | 19 de setembre de 2010 | Kitt Peak            | Spacewatch        |
| 442092 | 2010 TK28              | 12 de març de 2008     | Kitt Peak            | Spacewatch        |
| 442093 | 2010 TR28              | 3 de novembre de 2005  | Mount Lemmon         | Mt. Lemmon Survey |
| 442094 | 2010 TA34              | 14 de març de 2007     | Mount Lemmon         | Mt. Lemmon Survey |
| 442095 | 2010 TP39              | 1 de desembre de 2005  | Mount Lemmon         | Mt. Lemmon Survey |
| 442096 | 2010 TG53              | 30 de novembre de 2005 | Kitt Peak            | Spacewatch        |
| 442097 | 2010 TX65              | 25 d'octubre de 2005   | Kitt Peak            | Spacewatch        |
| 442098 | 2010 TQ67              | 6 d'octubre de 2005    | Kitt Peak            | Spacewatch        |
| 442099 | 2010 TD69              | 6 de juliol de 2010    | WISE                 | WISE              |
| 442100 | 2010 TR70              | 22 d'octubre de 2005   | Kitt Peak            | Spacewatch        |

## 442101– 442200
| Nom    | Designació provisional | Data de descobriment   | Lloc de descobriment | Descobridor/s        |
| ------ | ---------------------- | ---------------------- | -------------------- | -------------------- |
| 442101 | 2010 TQ75              | 27 d'octubre de 2005   | Mount Lemmon         | Mt. Lemmon Survey    |
| 442102 | 2010 TR75              | 17 de setembre de 2010 | Kitt Peak            | Spacewatch           |
| 442103 | 2010 TW84              | 11 de setembre de 2010 | Kitt Peak            | Spacewatch           |
| 442104 | 2010 TQ98              | 1 de desembre de 2005  | Mount Lemmon         | Mt. Lemmon Survey    |
| 442105 | 2010 TR98              | 1 de novembre de 2005  | Mount Lemmon         | Mt. Lemmon Survey    |
| 442106 | 2010 TS99              | 16 de setembre de 2010 | Kitt Peak            | Spacewatch           |
| 442107 | 2010 TX99              | 1 de desembre de 2005  | Kitt Peak            | Spacewatch           |
| 442108 | 2010 TC135             | 11 d'octubre de 2010   | Mount Lemmon         | Mt. Lemmon Survey    |
| 442109 | 2010 TR144             | 26 de novembre de 2005 | Kitt Peak            | Spacewatch           |
| 442110 | 2010 TM154             | 30 de setembre de 2010 | Catalina             | CSS                  |
| 442111 | 2010 TS157             | 24 d'octubre de 2005   | Kitt Peak            | Spacewatch           |
| 442112 | 2010 TH159             | 17 de setembre de 2010 | Kitt Peak            | Spacewatch           |
| 442113 | 2010 TE161             | 31 d'octubre de 1999   | Kitt Peak            | Spacewatch           |
| 442114 | 2010 TG161             | 10 d'octubre de 2010   | Kitt Peak            | Spacewatch           |
| 442115 | 2010 TE166             | 9 d'octubre de 2010    | Catalina             | CSS                  |
| 442116 | 2010 TA169             | 13 de desembre de 2006 | Mount Lemmon         | Mt. Lemmon Survey    |
| 442117 | 2010 TK173             | 15 d'agost de 2004     | Campo Imperatore     | CINEOS               |
| 442118 | 2010 TP174             | 18 de setembre de 2010 | Mount Lemmon         | Mt. Lemmon Survey    |
| 442119 | 2010 TR174             | 7 d'octubre de 2010    | Catalina             | CSS                  |
| 442120 | 2010 TA177             | 10 de novembre de 2005 | Catalina             | CSS                  |
| 442121 | 2010 TR177             | 1 d'octubre de 2010    | Catalina             | CSS                  |
| 442122 | 2010 TL178             | 15 de setembre de 2010 | Kitt Peak            | Spacewatch           |
| 442123 | 2010 TT178             | 11 de març de 2008     | Kitt Peak            | Spacewatch           |
| 442124 | 2010 TQ179             | 30 de març de 2008     | Kitt Peak            | Spacewatch           |
| 442125 | 2010 TS184             | 8 d'octubre de 1993    | Kitt Peak            | Spacewatch           |
| 442126 | 2010 TZ185             | 21 de febrer de 2007   | Mount Lemmon         | Mt. Lemmon Survey    |
| 442127 | 2010 UL11              | 25 de novembre de 2005 | Kitt Peak            | Spacewatch           |
| 442128 | 2010 UY26              | 12 d'agost de 2010     | Kitt Peak            | Spacewatch           |
| 442129 | 2010 UA27              | 7 d'octubre de 2004    | Anderson Mesa        | LONEOS               |
| 442130 | 2010 UK31              | 11 de setembre de 2004 | Kitt Peak            | Spacewatch           |
| 442131 | 2010 UB33              | 30 de novembre de 2005 | Kitt Peak            | Spacewatch           |
| 442132 | 2010 UE33              | 29 d'octubre de 2010   | Mount Lemmon         | Mt. Lemmon Survey    |
| 442133 | 2010 UX37              | 16 de setembre de 2010 | Catalina             | CSS                  |
| 442134 | 2010 UW42              | 1 de novembre de 1999  | Kitt Peak            | Spacewatch           |
| 442135 | 2010 UK69              | 21 de juliol de 2010   | WISE                 | WISE                 |
| 442136 | 2010 US78              | 3 de setembre de 2010  | Mount Lemmon         | Mt. Lemmon Survey    |
| 442137 | 2010 UQ82              | 9 d'agost de 2010      | WISE                 | WISE                 |
| 442138 | 2010 UR82              | 14 de setembre de 1999 | Catalina             | CSS                  |
| 442139 | 2010 UW92              | 11 de setembre de 2004 | Socorro              | LINEAR               |
| 442140 | 2010 UE93              | 30 de desembre de 2005 | Mount Lemmon         | Mt. Lemmon Survey    |
| 442141 | 2010 UX94              | 12 d'octubre de 2010   | Mount Lemmon         | Mt. Lemmon Survey    |
| 442142 | 2010 UJ98              | 21 de febrer de 2007   | Kitt Peak            | Spacewatch           |
| 442143 | 2010 UF99              | 11 de setembre de 2010 | Mount Lemmon         | Mt. Lemmon Survey    |
| 442144 | 2010 VA31              | 11 de setembre de 2010 | Mount Lemmon         | Mt. Lemmon Survey    |
| 442145 | 2010 VZ48              | 11 d'octubre de 2005   | Kitt Peak            | Spacewatch           |
| 442146 | 2010 VH59              | 4 de novembre de 2010  | Mount Lemmon         | Mt. Lemmon Survey    |
| 442147 | 2010 VK59              | 6 d'agost de 2010      | WISE                 | WISE                 |
| 442148 | 2010 VC62              | 25 de maig de 2007     | Mount Lemmon         | Mt. Lemmon Survey    |
| 442149 | 2010 VB106             | 9 d'octubre de 2004    | Anderson Mesa        | LONEOS               |
| 442150 | 2010 VV117             | 30 de desembre de 2005 | Kitt Peak            | Spacewatch           |
| 442151 | 2010 VW121             | 7 d'octubre de 2004    | Kitt Peak            | Spacewatch           |
| 442152 | 2010 VV183             | 4 de desembre de 2005  | Kitt Peak            | Spacewatch           |
| 442153 | 2010 VO188             | 16 de febrer de 2001   | Kitt Peak            | Spacewatch           |
| 442154 | 2010 VB191             | 8 de desembre de 2005  | Kitt Peak            | Spacewatch           |
| 442155 | 2010 VA195             | 12 de maig de 2004     | Siding Spring        | Siding Spring Survey |
| 442156 | 2010 VC198             | 10 de novembre de 2005 | Mount Lemmon         | Mt. Lemmon Survey    |
| 442157 | 2010 VT198             | 5 de setembre de 2010  | Mount Lemmon         | Mt. Lemmon Survey    |
| 442158 | 2010 VF201             | 6 de gener de 2006     | Catalina             | CSS                  |
| 442159 | 2010 VD203             | 23 de febrer de 2007   | Kitt Peak            | Spacewatch           |
| 442160 | 2010 VY203             | 9 d'octubre de 2010    | Catalina             | CSS                  |
| 442161 | 2010 VB204             | 21 d'agost de 2004     | Kitt Peak            | Spacewatch           |
| 442162 | 2010 VG204             | 30 de setembre de 2005 | Mount Lemmon         | Mt. Lemmon Survey    |
| 442163 | 2010 VN204             | 12 de novembre de 2005 | Kitt Peak            | Spacewatch           |
| 442164 | 2010 VM205             | 23 d'agost de 2004     | Kitt Peak            | Spacewatch           |
| 442165 | 2010 VU205             | 8 d'octubre de 2004    | Kitt Peak            | Spacewatch           |
| 442166 | 2010 VK206             | 30 de novembre de 2005 | Kitt Peak            | Spacewatch           |
| 442167 | 2010 VR206             | 17 de setembre de 2004 | Kitt Peak            | Spacewatch           |
| 442168 | 2010 VJ210             | 12 de setembre de 2004 | Kitt Peak            | Spacewatch           |
| 442169 | 2010 VG212             | 7 de novembre de 2010  | Kitt Peak            | Spacewatch           |
| 442170 | 2010 VE220             | 27 de desembre de 2005 | Kitt Peak            | Spacewatch           |
| 442171 | 2010 WV11              | 4 de desembre de 2005  | Mount Lemmon         | Mt. Lemmon Survey    |
| 442172 | 2010 WB50              | 15 de novembre de 2002 | Socorro              | LINEAR               |
| 442173 | 2010 WV51              | 28 de novembre de 2010 | Mount Lemmon         | Mt. Lemmon Survey    |
| 442174 | 2010 WY61              | 3 de novembre de 2004  | Kitt Peak            | Spacewatch           |
| 442175 | 2010 WR74              | 2 de maig de 2003      | Kitt Peak            | Spacewatch           |
| 442176 | 2010 XQ1               | 3 d'octubre de 1999    | Kitt Peak            | Spacewatch           |
| 442177 | 2010 XC24              | 7 de desembre de 2010  | Mount Lemmon         | Mt. Lemmon Survey    |
| 442178 | 2010 XH40              | 22 de gener de 2006    | Catalina             | CSS                  |
| 442179 | 2010 XG45              | 28 de desembre de 2005 | Kitt Peak            | Spacewatch           |
| 442180 | 2010 XM83              | 25 de febrer de 2006   | Catalina             | CSS                  |
| 442181 | 2011 AC16              | 3 de gener de 2011     | Catalina             | CSS                  |
| 442182 | 2011 AL75              | 22 de febrer de 2004   | Socorro              | LINEAR               |
| 442183 | 2011 CX117             | 13 d'abril de 2004     | Kitt Peak            | Spacewatch           |
| 442184 | 2011 DB23              | 11 de febrer de 2011   | Mount Lemmon         | Mt. Lemmon Survey    |
| 442185 | 2011 EY9               | 25 de setembre de 2009 | Kitt Peak            | Spacewatch           |
| 442186 | 2011 EP45              | 30 d'abril de 2008     | Mount Lemmon         | Mt. Lemmon Survey    |
| 442187 | 2011 EB50              | 22 de novembre de 2006 | Kitt Peak            | Spacewatch           |
| 442188 | 2011 ED53              | 9 de març de 2011      | Kitt Peak            | Spacewatch           |
| 442189 | 2011 ER54              | 8 de gener de 2011     | Mount Lemmon         | Mt. Lemmon Survey    |
| 442190 | 2011 EC72              | 17 de març de 2004     | Kitt Peak            | Spacewatch           |
| 442191 | 2011 EG74              | 11 de març de 2011     | Kitt Peak            | Spacewatch           |
| 442192 | 2011 EG78              | 19 de novembre de 2006 | Kitt Peak            | Spacewatch           |
| 442193 | 2011 EB82              | 15 de setembre de 1996 | Kitt Peak            | Spacewatch           |
| 442194 | 2011 FP7               | 12 d'abril de 2004     | Kitt Peak            | Spacewatch           |
| 442195 | 2011 FP13              | 7 de març de 2007      | Mount Lemmon         | Mt. Lemmon Survey    |
| 442196 | 2011 FP56              | 15 de maig de 2004     | Socorro              | LINEAR               |
| 442197 | 2011 FS56              | 16 d'octubre de 2009   | Mount Lemmon         | Mt. Lemmon Survey    |
| 442198 | 2011 FW56              | 28 d'octubre de 2005   | Kitt Peak            | Spacewatch           |
| 442199 | 2011 FH67              | 6 de maig de 2008      | Mount Lemmon         | Mt. Lemmon Survey    |
| 442200 | 2011 FZ71              | 30 de gener de 2004    | Kitt Peak            | Spacewatch           |

## 442201– 442300
| Nom    | Designació provisional | Data de descobriment   | Lloc de descobriment | Descobridor/s        |
| ------ | ---------------------- | ---------------------- | -------------------- | -------------------- |
| 442201 | 2011 FA147             | 11 de març de 2011     | Mount Lemmon         | Mt. Lemmon Survey    |
| 442202 | 2011 GV30              | 1 d'abril de 2011      | Kitt Peak            | Spacewatch           |
| 442203 | 2011 GW31              | 19 de setembre de 2001 | Kitt Peak            | Spacewatch           |
| 442204 | 2011 GZ47              | 12 de febrer de 2004   | Kitt Peak            | Spacewatch           |
| 442205 | 2011 GL52              | 31 d'agost de 2005     | Kitt Peak            | Spacewatch           |
| 442206 | 2011 GM67              | 26 de març de 2011     | Mount Lemmon         | Mt. Lemmon Survey    |
| 442207 | 2011 GX69              | 26 de març de 2011     | Kitt Peak            | Spacewatch           |
| 442208 | 2011 GL72              | 11 d'abril de 2011     | Mount Lemmon         | Mt. Lemmon Survey    |
| 442209 | 2011 GJ77              | 13 de maig de 2004     | Kitt Peak            | Spacewatch           |
| 442210 | 2011 GK85              | 27 de març de 2011     | Mount Lemmon         | Mt. Lemmon Survey    |
| 442211 | 2011 HP5               | 16 de juny de 2004     | Kitt Peak            | Spacewatch           |
| 442212 | 2011 HN12              | 6 de febrer de 2007    | Mount Lemmon         | Mt. Lemmon Survey    |
| 442213 | 2011 HR14              | 1 d'abril de 2011      | Kitt Peak            | Spacewatch           |
| 442214 | 2011 HS17              | 17 de febrer de 2007   | Mount Lemmon         | Mt. Lemmon Survey    |
| 442215 | 2011 HZ17              | 28 de març de 2011     | Kitt Peak            | Spacewatch           |
| 442216 | 2011 HD18              | 22 d'abril de 2011     | Kitt Peak            | Spacewatch           |
| 442217 | 2011 HR25              | 14 de desembre de 2006 | Mount Lemmon         | Mt. Lemmon Survey    |
| 442218 | 2011 HB37              | 1 d'abril de 2011      | Kitt Peak            | Spacewatch           |
| 442219 | 2011 HZ48              | 27 d'abril de 2011     | Kitt Peak            | Spacewatch           |
| 442220 | 2011 HT63              | 24 d'abril de 2011     | Kitt Peak            | Spacewatch           |
| 442221 | 2011 HB100             | 2 d'abril de 2011      | Kitt Peak            | Spacewatch           |
| 442222 | 2011 JA29              | 5 d'abril de 2011      | Mount Lemmon         | Mt. Lemmon Survey    |
| 442223 | 2011 KX                | 21 d'agost de 2004     | Siding Spring        | Siding Spring Survey |
| 442224 | 2011 KS6               | 21 d'abril de 2004     | Kitt Peak            | Spacewatch           |
| 442225 | 2011 KQ7               | 25 de febrer de 2007   | Mount Lemmon         | Mt. Lemmon Survey    |
| 442226 | 2011 KG26              | 25 de novembre de 2005 | Mount Lemmon         | Mt. Lemmon Survey    |
| 442227 | 2011 KA31              | 21 de juliol de 2004   | Siding Spring        | Siding Spring Survey |
| 442228 | 2011 KH31              | 20 de març de 2007     | Mount Lemmon         | Mt. Lemmon Survey    |
| 442229 | 2011 KP44              | 17 de gener de 2007    | Kitt Peak            | Spacewatch           |
| 442230 | 2011 KW44              | 21 de febrer de 2007   | Kitt Peak            | Spacewatch           |
| 442231 | 2011 KJ46              | 9 de novembre de 2009  | Mount Lemmon         | Mt. Lemmon Survey    |
| 442232 | 2011 LQ4               | 9 de juny de 2007      | Kitt Peak            | Spacewatch           |
| 442233 | 2011 LR9               | 6 de juny de 2011      | Mount Lemmon         | Mt. Lemmon Survey    |
| 442234 | 2011 LA11              | 27 de maig de 2011     | Kitt Peak            | Spacewatch           |
| 442235 | 2011 LT14              | 10 de desembre de 2009 | Mount Lemmon         | Mt. Lemmon Survey    |
| 442236 | 2011 LC18              | 10 de març de 2007     | Mount Lemmon         | Mt. Lemmon Survey    |
| 442237 | 2011 LF19              | 15 d'octubre de 2007   | Mount Lemmon         | Mt. Lemmon Survey    |
| 442238 | 2011 LL19              | 7 de juny de 2011      | Catalina             | CSS                  |
| 442239 | 2011 LK28              | 31 de març de 2011     | Mount Lemmon         | Mt. Lemmon Survey    |
| 442240 | 2011 MT4               | 20 de setembre de 1998 | Anderson Mesa        | LONEOS               |
| 442241 | 2011 MM6               | 21 d'octubre de 2008   | Mount Lemmon         | Mt. Lemmon Survey    |
| 442242 | 2011 MT10              | 25 de juny de 2011     | Mount Lemmon         | Mt. Lemmon Survey    |
| 442243 | 2011 MD11              | 26 de juny de 2011     | Siding Spring        | Siding Spring Survey |
| 442244 | 2011 OD2               | 25 d'abril de 2006     | Siding Spring        | Siding Spring Survey |
| 442245 | 2011 OA4               | 24 de febrer de 2006   | Kitt Peak            | Spacewatch           |
| 442246 | 2011 OG4               | 23 de gener de 2006    | Kitt Peak            | Spacewatch           |
| 442247 | 2011 OS11              | 25 de gener de 2006    | Kitt Peak            | Spacewatch           |
| 442248 | 2011 OW15              | 26 de juny de 2011     | Mount Lemmon         | Mt. Lemmon Survey    |
| 442249 | 2011 OE19              | 16 de desembre de 2004 | Kitt Peak            | Spacewatch           |
| 442250 | 2011 OG23              | 13 de febrer de 2010   | Catalina             | CSS                  |
| 442251 | 2011 ON27              | 30 de desembre de 2008 | Mount Lemmon         | Mt. Lemmon Survey    |
| 442252 | 2011 OC56              | 18 de novembre de 2008 | Kitt Peak            | Spacewatch           |
| 442253 | 2011 PR1               | 3 d'octubre de 2003    | Kitt Peak            | Spacewatch           |
| 442254 | 2011 PL2               | 20 de desembre de 2004 | Mount Lemmon         | Mt. Lemmon Survey    |
| 442255 | 2011 PL3               | 4 de desembre de 2008  | Mount Lemmon         | Mt. Lemmon Survey    |
| 442256 | 2011 PQ7               | 11 d'octubre de 2007   | Catalina             | CSS                  |
| 442257 | 2011 PF8               | 15 de setembre de 2007 | Kitt Peak            | Spacewatch           |
| 442258 | 2011 PH8               | 25 d'agost de 1998     | Caussols             | ODAS                 |
| 442259 | 2011 PW13              | 21 de novembre de 2008 | Kitt Peak            | Spacewatch           |
| 442260 | 2011 QH6               | 3 de setembre de 2007  | Mount Lemmon         | Mt. Lemmon Survey    |
| 442261 | 2011 QA13              | 15 de desembre de 2004 | Kitt Peak            | Spacewatch           |
| 442262 | 2011 QR19              | 2 de febrer de 2005    | Catalina             | CSS                  |
| 442263 | 2011 QN25              | 5 d'octubre de 2007    | Kitt Peak            | Spacewatch           |
| 442264 | 2011 QP35              | 12 de juliol de 2010   | WISE                 | WISE                 |
| 442265 | 2011 QF38              | 14 de setembre de 2007 | Mount Lemmon         | Mt. Lemmon Survey    |
| 442266 | 2011 QS39              | 14 de setembre de 2007 | Mount Lemmon         | Mt. Lemmon Survey    |
| 442267 | 2011 QD40              | 3 de setembre de 2007  | Catalina             | CSS                  |
| 442268 | 2011 QL45              | 15 de març de 2010     | Kitt Peak            | Spacewatch           |
| 442269 | 2011 QO51              | 17 de juny de 2007     | Kitt Peak            | Spacewatch           |
| 442270 | 2011 QK54              | 11 d'octubre de 2007   | Mount Lemmon         | Mt. Lemmon Survey    |
| 442271 | 2011 QJ55              | 4 de desembre de 2007  | Mount Lemmon         | Mt. Lemmon Survey    |
| 442272 | 2011 QB62              | 17 de febrer de 2010   | Kitt Peak            | Spacewatch           |
| 442273 | 2011 QX69              | 11 de novembre de 2004 | Kitt Peak            | Spacewatch           |
| 442274 | 2011 QR72              | 1 d'agost de 2011      | Siding Spring        | Siding Spring Survey |
| 442275 | 2011 QR91              | 9 d'octubre de 2007    | Kitt Peak            | Spacewatch           |
| 442276 | 2011 QN92              | 9 de març de 2005      | Kitt Peak            | Spacewatch           |
| 442277 | 2011 QH97              | 28 de setembre de 2000 | Socorro              | LINEAR               |
| 442278 | 2011 RL                | 8 d'agost de 2007      | Socorro              | LINEAR               |
| 442279 | 2011 RS1               | 8 d'octubre de 2007    | Kitt Peak            | Spacewatch           |
| 442280 | 2011 RE2               | 14 de setembre de 2007 | Mount Lemmon         | Mt. Lemmon Survey    |
| 442281 | 2011 RL3               | 1 de maig de 2009      | Mount Lemmon         | Mt. Lemmon Survey    |
| 442282 | 2011 RJ10              | 15 d'octubre de 2007   | Kitt Peak            | Spacewatch           |
| 442283 | 2011 RL10              | 20 de novembre de 2007 | Mount Lemmon         | Mt. Lemmon Survey    |
| 442284 | 2011 RO15              | 13 d'octubre de 2007   | Catalina             | CSS                  |
| 442285 | 2011 SD1               | 19 de febrer de 2009   | Kitt Peak            | Spacewatch           |
| 442286 | 2011 SD3               | 13 de setembre de 2007 | Kitt Peak            | Spacewatch           |
| 442287 | 2011 SK7               | 26 de febrer de 2009   | Kitt Peak            | Spacewatch           |
| 442288 | 2011 SX8               | 7 d'abril de 2005      | Kitt Peak            | Spacewatch           |
| 442289 | 2011 SD12              | 7 de novembre de 2007  | Catalina             | CSS                  |
| 442290 | 2011 SA15              | 11 de desembre de 2004 | Kitt Peak            | Spacewatch           |
| 442291 | 2011 SZ20              | 21 de desembre de 2003 | Kitt Peak            | Spacewatch           |
| 442292 | 2011 SB21              | 18 de desembre de 2004 | Mount Lemmon         | Mt. Lemmon Survey    |
| 442293 | 2011 SL23              | 2 de març de 2009      | Mount Lemmon         | Mt. Lemmon Survey    |
| 442294 | 2011 SU24              | 20 de setembre de 2011 | Catalina             | CSS                  |
| 442295 | 2011 SY25              | 1 d'octubre de 2003    | Kitt Peak            | Spacewatch           |
| 442296 | 2011 SJ30              | 20 d'octubre de 2007   | Mount Lemmon         | Mt. Lemmon Survey    |
| 442297 | 2011 SJ36              | 14 de maig de 2010     | Mount Lemmon         | Mt. Lemmon Survey    |
| 442298 | 2011 SQ40              | 19 de novembre de 2007 | Mount Lemmon         | Mt. Lemmon Survey    |
| 442299 | 2011 SR45              | 5 d'abril de 2010      | Kitt Peak            | Spacewatch           |
| 442300 | 2011 SX51              | 13 d'octubre de 1998   | Kitt Peak            | Spacewatch           |

## 442301– 442400
| Nom    | Designació provisional | Data de descobriment   | Lloc de descobriment | Descobridor/s                                             |
| ------ | ---------------------- | ---------------------- | -------------------- | --------------------------------------------------------- |
| 442301 | 2011 SF54              | 11 de gener de 2008    | Kitt Peak            | Spacewatch                                                |
| 442302 | 2011 SB57              | 13 de setembre de 2005 | Kitt Peak            | Spacewatch                                                |
| 442303 | 2011 SO57              | 23 de setembre de 2011 | Mount Lemmon         | Mt. Lemmon Survey                                         |
| 442304 | 2011 SS59              | 20 d'octubre de 2007   | Catalina             | CSS                                                       |
| 442305 | 2011 SF60              | 20 de setembre de 2007 | Catalina             | CSS                                                       |
| 442306 | 2011 SN62              | 25 d'octubre de 2003   | Kitt Peak            | Spacewatch                                                |
| 442307 | 2011 SC67              | 22 de setembre de 2011 | Kitt Peak            | Spacewatch                                                |
| 442308 | 2011 SC72              | 5 de maig de 2010      | Mount Lemmon         | Mt. Lemmon Survey                                         |
| 442309 | 2011 SC73              | 3 de juliol de 2010    | WISE                 | WISE                                                      |
| 442310 | 2011 SX78              | 6 d'octubre de 2007    | Kitt Peak            | Spacewatch                                                |
| 442311 | 2011 SK79              | 15 de març de 2010     | Mount Lemmon         | Mt. Lemmon Survey                                         |
| 442312 | 2011 SL96              | 11 d'agost de 2002     | Socorro              | LINEAR                                                    |
| 442313 | 2011 SG97              | 20 de setembre de 2011 | Kitt Peak            | Spacewatch                                                |
| 442314 | 2011 SS100             | 5 de novembre de 2007  | Kitt Peak            | Spacewatch                                                |
| 442315 | 2011 SO105             | 16 d'octubre de 2007   | Catalina             | CSS                                                       |
| 442316 | 2011 SM111             | 26 de maig de 2006     | Mount Lemmon         | Mt. Lemmon Survey                                         |
| 442317 | 2011 SA115             | 20 de setembre de 2011 | Catalina             | CSS                                                       |
| 442318 | 2011 SW118             | 19 de juny de 2010     | Mount Lemmon         | Mt. Lemmon Survey                                         |
| 442319 | 2011 SF121             | 11 d'octubre de 1977   | Palomar              | van Houten, C. J., van Houten-Groeneveld, I., Gehrels, T. |
| 442320 | 2011 SH126             | 20 de setembre de 2011 | Kitt Peak            | Spacewatch                                                |
| 442321 | 2011 SA129             | 17 de juliol de 1998   | Caussols             | ODAS                                                      |
| 442322 | 2011 SZ129             | 17 de desembre de 2007 | Mount Lemmon         | Mt. Lemmon Survey                                         |
| 442323 | 2011 SM132             | 23 de setembre de 2011 | Kitt Peak            | Spacewatch                                                |
| 442324 | 2011 SP133             | 25 de març de 2010     | Mount Lemmon         | Mt. Lemmon Survey                                         |
| 442325 | 2011 SY133             | 7 de novembre de 2007  | Kitt Peak            | Spacewatch                                                |
| 442326 | 2011 SR134             | 4 de novembre de 2007  | Siding Spring        | Siding Spring Survey                                      |
| 442327 | 2011 SO144             | 30 de desembre de 2007 | Mount Lemmon         | Mt. Lemmon Survey                                         |
| 442328 | 2011 SQ144             | 9 de novembre de 2007  | Kitt Peak            | Spacewatch                                                |
| 442329 | 2011 SY159             | 21 d'octubre de 2007   | Mount Lemmon         | Mt. Lemmon Survey                                         |
| 442330 | 2011 SY162             | 23 de setembre de 2011 | Kitt Peak            | Spacewatch                                                |
| 442331 | 2011 SD163             | 13 de maig de 1996     | Kitt Peak            | Spacewatch                                                |
| 442332 | 2011 SK166             | 26 de setembre de 2011 | Kitt Peak            | Spacewatch                                                |
| 442333 | 2011 SX173             | 25 de setembre de 2007 | Mount Lemmon         | Mt. Lemmon Survey                                         |
| 442334 | 2011 SU174             | 20 de setembre de 2011 | Kitt Peak            | Spacewatch                                                |
| 442335 | 2011 SJ175             | 16 de desembre de 2007 | Catalina             | CSS                                                       |
| 442336 | 2011 SN177             | 28 de setembre de 2011 | Kitt Peak            | Spacewatch                                                |
| 442337 | 2011 SN178             | 22 de setembre de 2011 | Kitt Peak            | Spacewatch                                                |
| 442338 | 2011 SK179             | 2 d'octubre de 1997    | Caussols             | ODAS                                                      |
| 442339 | 2011 SR179             | 26 de setembre de 2011 | Kitt Peak            | Spacewatch                                                |
| 442340 | 2011 SP183             | 11 de maig de 2005     | Mount Lemmon         | Mt. Lemmon Survey                                         |
| 442341 | 2011 SB193             | 5 de novembre de 2007  | Mount Lemmon         | Mt. Lemmon Survey                                         |
| 442342 | 2011 SR202             | 14 de setembre de 2007 | Mount Lemmon         | Mt. Lemmon Survey                                         |
| 442343 | 2011 SR207             | 12 d'octubre de 2007   | Socorro              | LINEAR                                                    |
| 442344 | 2011 SW207             | 9 de setembre de 2007  | Kitt Peak            | Spacewatch                                                |
| 442345 | 2011 SZ207             | 12 d'octubre de 2007   | Mount Lemmon         | Mt. Lemmon Survey                                         |
| 442346 | 2011 SW208             | 18 de novembre de 2007 | Mount Lemmon         | Mt. Lemmon Survey                                         |
| 442347 | 2011 SF209             | 15 d'octubre de 2007   | Mount Lemmon         | Mt. Lemmon Survey                                         |
| 442348 | 2011 ST212             | 1 de gener de 2009     | Kitt Peak            | Spacewatch                                                |
| 442349 | 2011 SH221             | 12 d'octubre de 2007   | Mount Lemmon         | Mt. Lemmon Survey                                         |
| 442350 | 2011 SJ224             | 28 de setembre de 2011 | Mount Lemmon         | Mt. Lemmon Survey                                         |
| 442351 | 2011 SF228             | 5 de novembre de 2007  | Kitt Peak            | Spacewatch                                                |
| 442352 | 2011 SP228             | 11 de març de 2005     | Mount Lemmon         | Mt. Lemmon Survey                                         |
| 442353 | 2011 SF229             | 14 d'octubre de 1998   | Caussols             | ODAS                                                      |
| 442354 | 2011 SW229             | 14 d'octubre de 2007   | Catalina             | CSS                                                       |
| 442355 | 2011 SE230             | 8 de setembre de 2011  | Kitt Peak            | Spacewatch                                                |
| 442356 | 2011 SG230             | 14 d'octubre de 2007   | Mount Lemmon         | Mt. Lemmon Survey                                         |
| 442357 | 2011 SV230             | 13 de gener de 2008    | Mount Lemmon         | Mt. Lemmon Survey                                         |
| 442358 | 2011 SL231             | 4 de març de 2005      | Kitt Peak            | Spacewatch                                                |
| 442359 | 2011 SC233             | 3 de juliol de 2011    | Mount Lemmon         | Mt. Lemmon Survey                                         |
| 442360 | 2011 SR233             | 28 d'octubre de 1994   | Kitt Peak            | Spacewatch                                                |
| 442361 | 2011 SD234             | 3 de febrer de 2000    | Kitt Peak            | Spacewatch                                                |
| 442362 | 2011 ST241             | 17 de gener de 2004    | Kitt Peak            | Spacewatch                                                |
| 442363 | 2011 SN245             | 20 d'octubre de 2007   | Mount Lemmon         | Mt. Lemmon Survey                                         |
| 442364 | 2011 SD250             | 13 de gener de 1996    | Kitt Peak            | Spacewatch                                                |
| 442365 | 2011 SJ250             | 26 d'abril de 2006     | Kitt Peak            | Spacewatch                                                |
| 442366 | 2011 SP250             | 18 de novembre de 2007 | Mount Lemmon         | Mt. Lemmon Survey                                         |
| 442367 | 2011 SD256             | 14 de setembre de 1998 | Kitt Peak            | Spacewatch                                                |
| 442368 | 2011 SO256             | 12 de setembre de 1998 | Kitt Peak            | Spacewatch                                                |
| 442369 | 2011 SB257             | 31 de desembre de 2007 | Kitt Peak            | Spacewatch                                                |
| 442370 | 2011 SJ259             | 26 de setembre de 2011 | Kitt Peak            | Spacewatch                                                |
| 442371 | 2011 SS272             | 12 de novembre de 2004 | Catalina             | CSS                                                       |
| 442372 | 2011 SF273             | 20 de desembre de 2004 | Mount Lemmon         | Mt. Lemmon Survey                                         |
| 442373 | 2011 SW273             | 13 de gener de 2008    | Mount Lemmon         | Mt. Lemmon Survey                                         |
| 442374 | 2011 TS2               | 2 de novembre de 2007  | Kitt Peak            | Spacewatch                                                |
| 442375 | 2011 TY2               | 9 de novembre de 2007  | Kitt Peak            | Spacewatch                                                |
| 442376 | 2011 TJ3               | 16 de febrer de 2004   | Kitt Peak            | Spacewatch                                                |
| 442377 | 2011 TB5               | 3 de desembre de 2007  | Kitt Peak            | Spacewatch                                                |
| 442378 | 2011 TK17              | 4 de desembre de 2007  | Mount Lemmon         | Mt. Lemmon Survey                                         |
| 442379 | 2011 UQ1               | 4 de maig de 2005      | Mount Lemmon         | Mt. Lemmon Survey                                         |
| 442380 | 2011 UH3               | 19 de gener de 2008    | Mount Lemmon         | Mt. Lemmon Survey                                         |
| 442381 | 2011 UA9               | 30 d'abril de 2006     | Kitt Peak            | Spacewatch                                                |
| 442382 | 2011 UF13              | 21 de setembre de 2011 | Kitt Peak            | Spacewatch                                                |
| 442383 | 2011 US16              | 18 de desembre de 2007 | Mount Lemmon         | Mt. Lemmon Survey                                         |
| 442384 | 2011 UA19              | 12 de gener de 2008    | Kitt Peak            | Spacewatch                                                |
| 442385 | 2011 UD22              | 25 de juliol de 2006   | Mount Lemmon         | Mt. Lemmon Survey                                         |
| 442386 | 2011 UB24              | 29 de setembre de 2011 | Kitt Peak            | Spacewatch                                                |
| 442387 | 2011 UR25              | 24 d'abril de 2009     | Mount Lemmon         | Mt. Lemmon Survey                                         |
| 442388 | 2011 UX26              | 18 de desembre de 2003 | Kitt Peak            | Spacewatch                                                |
| 442389 | 2011 UH27              | 17 d'octubre de 2011   | Kitt Peak            | Spacewatch                                                |
| 442390 | 2011 UJ30              | 18 d'octubre de 2011   | Mount Lemmon         | Mt. Lemmon Survey                                         |
| 442391 | 2011 UY35              | 7 de novembre de 2002  | Kitt Peak            | Spacewatch                                                |
| 442392 | 2011 UL37              | 30 d'abril de 2006     | Kitt Peak            | Spacewatch                                                |
| 442393 | 2011 UT39              | 20 de setembre de 2011 | Kitt Peak            | Spacewatch                                                |
| 442394 | 2011 UR41              | 21 de setembre de 2011 | Kitt Peak            | Spacewatch                                                |
| 442395 | 2011 UC42              | 21 de setembre de 2011 | Kitt Peak            | Spacewatch                                                |
| 442396 | 2011 UK44              | 18 de setembre de 2006 | Catalina             | CSS                                                       |
| 442397 | 2011 UV44              | 28 d'agost de 2006     | Kitt Peak            | Spacewatch                                                |
| 442398 | 2011 UA48              | 18 d'octubre de 2011   | Kitt Peak            | Spacewatch                                                |
| 442399 | 2011 UL49              | 13 de gener de 2008    | Mount Lemmon         | Mt. Lemmon Survey                                         |
| 442400 | 2011 UQ54              | 30 de desembre de 2007 | Mount Lemmon         | Mt. Lemmon Survey                                         |

## 442401– 442500
| Nom    | Designació provisional | Data de descobriment   | Lloc de descobriment | Descobridor/s        |
| ------ | ---------------------- | ---------------------- | -------------------- | -------------------- |
| 442401 | 2011 UP56              | 18 d'octubre de 2011   | Kitt Peak            | Spacewatch           |
| 442402 | 2011 UF57              | 28 de setembre de 2011 | Kitt Peak            | Spacewatch           |
| 442403 | 2011 UQ58              | 28 de setembre de 2011 | Kitt Peak            | Spacewatch           |
| 442404 | 2011 UG66              | 7 d'abril de 2005      | Kitt Peak            | Spacewatch           |
| 442405 | 2011 UO67              | 21 d'octubre de 2007   | Kitt Peak            | Spacewatch           |
| 442406 | 2011 UT72              | 17 de març de 2009     | Kitt Peak            | Spacewatch           |
| 442407 | 2011 UH76              | 4 de desembre de 2007  | Mount Lemmon         | Mt. Lemmon Survey    |
| 442408 | 2011 UG81              | 21 d'agost de 2006     | Kitt Peak            | Spacewatch           |
| 442409 | 2011 UJ81              | 30 de setembre de 2006 | Mount Lemmon         | Mt. Lemmon Survey    |
| 442410 | 2011 UF88              | 21 d'octubre de 2011   | Mount Lemmon         | Mt. Lemmon Survey    |
| 442411 | 2011 UL98              | 20 d'octubre de 2011   | Kitt Peak            | Spacewatch           |
| 442412 | 2011 UL102             | 28 de setembre de 2006 | Kitt Peak            | Spacewatch           |
| 442413 | 2011 UJ104             | 22 de setembre de 2011 | Kitt Peak            | Spacewatch           |
| 442414 | 2011 UZ106             | 18 d'octubre de 2011   | Catalina             | CSS                  |
| 442415 | 2011 UH108             | 23 d'octubre de 2011   | Socorro              | LINEAR               |
| 442416 | 2011 UV111             | 1 d'octubre de 2011    | Kitt Peak            | Spacewatch           |
| 442417 | 2011 UX112             | 28 d'abril de 2010     | WISE                 | WISE                 |
| 442418 | 2011 UP117             | 19 d'octubre de 2007   | Mount Lemmon         | Mt. Lemmon Survey    |
| 442419 | 2011 US117             | 10 de setembre de 2007 | Mount Lemmon         | Mt. Lemmon Survey    |
| 442420 | 2011 UR120             | 30 de setembre de 2011 | Kitt Peak            | Spacewatch           |
| 442421 | 2011 UN125             | 27 de març de 2000     | Kitt Peak            | Spacewatch           |
| 442422 | 2011 UU125             | 23 de setembre de 2011 | Kitt Peak            | Spacewatch           |
| 442423 | 2011 UE126             | 20 d'octubre de 2011   | Kitt Peak            | Spacewatch           |
| 442424 | 2011 UA129             | 16 de desembre de 2007 | Mount Lemmon         | Mt. Lemmon Survey    |
| 442425 | 2011 UE130             | 1 d'abril de 2005      | Kitt Peak            | Spacewatch           |
| 442426 | 2011 US130             | 5 de gener de 2000     | Kitt Peak            | Spacewatch           |
| 442427 | 2011 UV131             | 20 d'octubre de 2011   | Kitt Peak            | Spacewatch           |
| 442428 | 2011 UW135             | 28 de setembre de 1998 | Kitt Peak            | Spacewatch           |
| 442429 | 2011 UX138             | 21 d'agost de 2006     | Kitt Peak            | Spacewatch           |
| 442430 | 2011 UE139             | 15 de gener de 2008    | Mount Lemmon         | Mt. Lemmon Survey    |
| 442431 | 2011 UJ142             | 4 de desembre de 2007  | Mount Lemmon         | Mt. Lemmon Survey    |
| 442432 | 2011 UL144             | 15 de setembre de 2006 | Kitt Peak            | Spacewatch           |
| 442433 | 2011 UV144             | 21 de novembre de 2005 | Catalina             | CSS                  |
| 442434 | 2011 UV148             | 3 d'octubre de 2002    | Socorro              | LINEAR               |
| 442435 | 2011 UC150             | 10 d'octubre de 2007   | Mount Lemmon         | Mt. Lemmon Survey    |
| 442436 | 2011 UE157             | 13 de febrer de 2008   | Kitt Peak            | Spacewatch           |
| 442437 | 2011 US157             | 5 de novembre de 2007  | Mount Lemmon         | Mt. Lemmon Survey    |
| 442438 | 2011 UC158             | 25 de novembre de 2005 | Kitt Peak            | Spacewatch           |
| 442439 | 2011 UU159             | 28 de novembre de 1994 | Kitt Peak            | Spacewatch           |
| 442440 | 2011 UO162             | 24 d'octubre de 2011   | Mount Lemmon         | Mt. Lemmon Survey    |
| 442441 | 2011 UC164             | 6 de setembre de 2002  | Socorro              | LINEAR               |
| 442442 | 2011 UD169             | 2 d'abril de 2006      | Kitt Peak            | Spacewatch           |
| 442443 | 2011 UZ186             | 2 de novembre de 2007  | Mount Lemmon         | Mt. Lemmon Survey    |
| 442444 | 2011 UK189             | 2 de novembre de 2007  | Kitt Peak            | Spacewatch           |
| 442445 | 2011 UR194             | 4 de novembre de 2007  | Kitt Peak            | Spacewatch           |
| 442446 | 2011 UX194             | 1 de març de 2008      | Kitt Peak            | Spacewatch           |
| 442447 | 2011 UG197             | 15 de novembre de 2006 | Kitt Peak            | Spacewatch           |
| 442448 | 2011 UT200             | 26 de setembre de 2011 | Kitt Peak            | Spacewatch           |
| 442449 | 2011 UR208             | 16 de maig de 2010     | Mount Lemmon         | Mt. Lemmon Survey    |
| 442450 | 2011 UQ228             | 26 de setembre de 2006 | Kitt Peak            | Spacewatch           |
| 442451 | 2011 US228             | 21 de setembre de 2011 | Kitt Peak            | Spacewatch           |
| 442452 | 2011 UV233             | 2 de març de 2009      | Mount Lemmon         | Mt. Lemmon Survey    |
| 442453 | 2011 UX234             | 19 d'octubre de 2011   | Kitt Peak            | Spacewatch           |
| 442454 | 2011 UZ235             | 11 de novembre de 2006 | Kitt Peak            | Spacewatch           |
| 442455 | 2011 UP243             | 26 d'octubre de 1994   | Kitt Peak            | Spacewatch           |
| 442456 | 2011 UY246             | 23 de març de 2004     | Socorro              | LINEAR               |
| 442457 | 2011 UY253             | 2 de novembre de 2007  | Kitt Peak            | Spacewatch           |
| 442458 | 2011 UP254             | 21 de setembre de 2011 | Mount Lemmon         | Mt. Lemmon Survey    |
| 442459 | 2011 UU255             | 7 de novembre de 2007  | Catalina             | CSS                  |
| 442460 | 2011 UW263             | 18 d'octubre de 2011   | Catalina             | CSS                  |
| 442461 | 2011 UJ266             | 21 d'octubre de 2011   | Mount Lemmon         | Mt. Lemmon Survey    |
| 442462 | 2011 UO268             | 29 de setembre de 2011 | Mount Lemmon         | Mt. Lemmon Survey    |
| 442463 | 2011 UJ274             | 4 de desembre de 2007  | Mount Lemmon         | Mt. Lemmon Survey    |
| 442464 | 2011 US274             | 4 de febrer de 2000    | Kitt Peak            | Spacewatch           |
| 442465 | 2011 UA281             | 29 de setembre de 2005 | Siding Spring        | Siding Spring Survey |
| 442466 | 2011 UW285             | 20 de febrer de 2009   | Kitt Peak            | Spacewatch           |
| 442467 | 2011 UY290             | 8 de novembre de 2007  | Mount Lemmon         | Mt. Lemmon Survey    |
| 442468 | 2011 UK296             | 23 de setembre de 2011 | Kitt Peak            | Spacewatch           |
| 442469 | 2011 UZ297             | 30 de setembre de 2006 | Mount Lemmon         | Mt. Lemmon Survey    |
| 442470 | 2011 UX298             | 21 d'octubre de 2011   | Kitt Peak            | Spacewatch           |
| 442471 | 2011 UM300             | 17 de desembre de 2006 | Mount Lemmon         | Mt. Lemmon Survey    |
| 442472 | 2011 UY303             | 20 d'abril de 2009     | Kitt Peak            | Spacewatch           |
| 442473 | 2011 US305             | 22 de juny de 2010     | Mount Lemmon         | Mt. Lemmon Survey    |
| 442474 | 2011 UD309             | 28 d'agost de 2006     | Kitt Peak            | Spacewatch           |
| 442475 | 2011 UR309             | 24 de setembre de 2011 | Catalina             | CSS                  |
| 442476 | 2011 UE314             | 11 de gener de 2008    | Catalina             | CSS                  |
| 442477 | 2011 UG314             | 21 d'octubre de 2006   | Mount Lemmon         | Mt. Lemmon Survey    |
| 442478 | 2011 UU320             | 3 de març de 2009      | Kitt Peak            | Spacewatch           |
| 442479 | 2011 UH321             | 24 d'octubre de 2011   | Catalina             | CSS                  |
| 442480 | 2011 UM326             | 18 de setembre de 2007 | Mount Lemmon         | Mt. Lemmon Survey    |
| 442481 | 2011 UA336             | 3 de desembre de 2007  | Kitt Peak            | Spacewatch           |
| 442482 | 2011 UH347             | 8 de setembre de 2000  | Kitt Peak            | Spacewatch           |
| 442483 | 2011 UO351             | 2 de novembre de 2007  | Mount Lemmon         | Mt. Lemmon Survey    |
| 442484 | 2011 UN362             | 21 d'octubre de 2011   | Mount Lemmon         | Mt. Lemmon Survey    |
| 442485 | 2011 UW369             | 25 de setembre de 2006 | Kitt Peak            | Spacewatch           |
| 442486 | 2011 UH387             | 27 de setembre de 2006 | Catalina             | CSS                  |
| 442487 | 2011 UJ391             | 23 de setembre de 2011 | Catalina             | CSS                  |
| 442488 | 2011 UR391             | 5 de novembre de 2007  | Mount Lemmon         | Mt. Lemmon Survey    |
| 442489 | 2011 UA397             | 18 d'octubre de 2003   | Kitt Peak            | Spacewatch           |
| 442490 | 2011 VV                | 30 de setembre de 2011 | Kitt Peak            | Spacewatch           |
| 442491 | 2011 VT1               | 24 de maig de 2000     | Kitt Peak            | Spacewatch           |
| 442492 | 2011 VY3               | 3 de juliol de 2011    | Mount Lemmon         | Mt. Lemmon Survey    |
| 442493 | 2011 VB9               | 8 de maig de 2006      | Kitt Peak            | Spacewatch           |
| 442494 | 2011 VL12              | 21 d'octubre de 2011   | Mount Lemmon         | Mt. Lemmon Survey    |
| 442495 | 2011 VN18              | 26 de juliol de 2006   | Siding Spring        | Siding Spring Survey |
| 442496 | 2011 VY18              | 19 d'abril de 2009     | Mount Lemmon         | Mt. Lemmon Survey    |
| 442497 | 2011 VK19              | 18 d'octubre de 2011   | Kitt Peak            | Spacewatch           |
| 442498 | 2011 VJ22              | 17 de setembre de 2006 | Kitt Peak            | Spacewatch           |
| 442499 | 2011 VO22              | 8 de novembre de 2007  | Kitt Peak            | Spacewatch           |
| 442500 | 2011 WG2               | 6 d'abril de 2008      | Mount Lemmon         | Mt. Lemmon Survey    |

## 442501– 442600
| Nom    | Designació provisional | Data de descobriment   | Lloc de descobriment | Descobridor/s        |
| ------ | ---------------------- | ---------------------- | -------------------- | -------------------- |
| 442501 | 2011 WX8               | 3 de novembre de 2011  | Kitt Peak            | Spacewatch           |
| 442502 | 2011 WJ14              | 23 de setembre de 2006 | Kitt Peak            | Spacewatch           |
| 442503 | 2011 WK16              | 16 de novembre de 2011 | Kitt Peak            | Spacewatch           |
| 442504 | 2011 WA20              | 17 de novembre de 2011 | Mount Lemmon         | Mt. Lemmon Survey    |
| 442505 | 2011 WP21              | 11 d'octubre de 2006   | Kitt Peak            | Spacewatch           |
| 442506 | 2011 WJ22              | 20 de novembre de 2006 | Kitt Peak            | Spacewatch           |
| 442507 | 2011 WN29              | 22 de setembre de 2001 | Kitt Peak            | Spacewatch           |
| 442508 | 2011 WA42              | 27 d'octubre de 2011   | Catalina             | CSS                  |
| 442509 | 2011 WH47              | 5 de desembre de 2007  | Kitt Peak            | Spacewatch           |
| 442510 | 2011 WB48              | 26 de setembre de 2006 | Mount Lemmon         | Mt. Lemmon Survey    |
| 442511 | 2011 WF61              | 14 de desembre de 2007 | Mount Lemmon         | Mt. Lemmon Survey    |
| 442512 | 2011 WQ65              | 24 de juny de 2010     | WISE                 | WISE                 |
| 442513 | 2011 WZ66              | 19 de desembre de 2007 | Mount Lemmon         | Mt. Lemmon Survey    |
| 442514 | 2011 WR75              | 16 de setembre de 2006 | Catalina             | CSS                  |
| 442515 | 2011 WR78              | 18 de gener de 2008    | Mount Lemmon         | Mt. Lemmon Survey    |
| 442516 | 2011 WE79              | 23 d'octubre de 2011   | Kitt Peak            | Spacewatch           |
| 442517 | 2011 WM83              | 8 de maig de 2010      | WISE                 | WISE                 |
| 442518 | 2011 WM85              | 8 de febrer de 2008    | Kitt Peak            | Spacewatch           |
| 442519 | 2011 WN87              | 14 de desembre de 2006 | Kitt Peak            | Spacewatch           |
| 442520 | 2011 WU87              | 13 de desembre de 2006 | Mount Lemmon         | Mt. Lemmon Survey    |
| 442521 | 2011 WK91              | 11 de desembre de 2002 | Socorro              | LINEAR               |
| 442522 | 2011 WZ91              | 6 de desembre de 2002  | Socorro              | LINEAR               |
| 442523 | 2011 WU95              | 30 de novembre de 2011 | Kitt Peak            | Spacewatch           |
| 442524 | 2011 WV97              | 18 de novembre de 2011 | Kitt Peak            | Spacewatch           |
| 442525 | 2011 WR103             | 1 d'octubre de 2011    | Mount Lemmon         | Mt. Lemmon Survey    |
| 442526 | 2011 WG104             | 2 de febrer de 2008    | Kitt Peak            | Spacewatch           |
| 442527 | 2011 WH106             | 29 de novembre de 2011 | Kitt Peak            | Spacewatch           |
| 442528 | 2011 WB109             | 14 de febrer de 2008   | Mount Lemmon         | Mt. Lemmon Survey    |
| 442529 | 2011 WT121             | 28 de novembre de 2006 | Mount Lemmon         | Mt. Lemmon Survey    |
| 442530 | 2011 WM125             | 17 de novembre de 2006 | Kitt Peak            | Spacewatch           |
| 442531 | 2011 WG126             | 18 d'octubre de 2011   | Kitt Peak            | Spacewatch           |
| 442532 | 2011 WC127             | 28 de setembre de 2006 | Kitt Peak            | Spacewatch           |
| 442533 | 2011 WO133             | 27 de maig de 2006     | Catalina             | CSS                  |
| 442534 | 2011 WG134             | 2 de juliol de 2005    | Kitt Peak            | Spacewatch           |
| 442535 | 2011 WA138             | 17 de desembre de 2007 | Kitt Peak            | Spacewatch           |
| 442536 | 2011 WB146             | 26 d'agost de 1998     | Kitt Peak            | Spacewatch           |
| 442537 | 2011 WE151             | 27 de gener de 2007    | Kitt Peak            | Spacewatch           |
| 442538 | 2011 WJ151             | 9 d'abril de 2010      | WISE                 | WISE                 |
| 442539 | 2011 YM9               | 13 de juny de 2010     | WISE                 | WISE                 |
| 442540 | 2011 YR12              | 10 de maig de 2010     | WISE                 | WISE                 |
| 442541 | 2011 YQ13              | 11 d'agost de 2004     | Siding Spring        | Siding Spring Survey |
| 442542 | 2011 YW13              | 30 de setembre de 2005 | Kitt Peak            | Spacewatch           |
| 442543 | 2011 YV31              | 23 de novembre de 2006 | Mount Lemmon         | Mt. Lemmon Survey    |
| 442544 | 2011 YE33              | 14 de juny de 2010     | WISE                 | WISE                 |
| 442545 | 2011 YZ33              | 4 de novembre de 2010  | Mount Lemmon         | Mt. Lemmon Survey    |
| 442546 | 2011 YE34              | 5 de desembre de 2005  | Kitt Peak            | Spacewatch           |
| 442547 | 2011 YQ39              | 17 de juny de 2010     | Catalina             | CSS                  |
| 442548 | 2011 YR42              | 22 de juny de 2010     | WISE                 | WISE                 |
| 442549 | 2011 YA45              | 6 de desembre de 2005  | Kitt Peak            | Spacewatch           |
| 442550 | 2011 YT56              | 24 de gener de 2007    | Mount Lemmon         | Mt. Lemmon Survey    |
| 442551 | 2011 YO59              | 12 de juliol de 2010   | WISE                 | WISE                 |
| 442552 | 2011 YP60              | 16 d'octubre de 2006   | Catalina             | CSS                  |
| 442553 | 2011 YX69              | 24 de desembre de 2011 | Mount Lemmon         | Mt. Lemmon Survey    |
| 442554 | 2011 YW78              | 17 de febrer de 2007   | Mount Lemmon         | Mt. Lemmon Survey    |
| 442555 | 2012 AB6               | 27 de gener de 2007    | Kitt Peak            | Spacewatch           |
| 442556 | 2012 AH7               | 26 de febrer de 2007   | Mount Lemmon         | Mt. Lemmon Survey    |
| 442557 | 2012 AH8               | 29 d'octubre de 2005   | Mount Lemmon         | Mt. Lemmon Survey    |
| 442558 | 2012 AU8               | 2 de gener de 2012     | Kitt Peak            | Spacewatch           |
| 442559 | 2012 AU10              | 11 de gener de 2012    | Mount Lemmon         | Mt. Lemmon Survey    |
| 442560 | 2012 AR14              | 3 de desembre de 2000  | Kitt Peak            | Spacewatch           |
| 442561 | 2012 AK15              | 25 d'agost de 2004     | Kitt Peak            | Spacewatch           |
| 442562 | 2012 AL16              | 4 de desembre de 1999  | Kitt Peak            | Spacewatch           |
| 442563 | 2012 AD17              | 16 de febrer de 2001   | Anderson Mesa        | LONEOS               |
| 442564 | 2012 AP18              | 5 de desembre de 2002  | Socorro              | LINEAR               |
| 442565 | 2012 AX23              | 30 d'octubre de 2010   | Mount Lemmon         | Mt. Lemmon Survey    |
| 442566 | 2012 BL6               | 30 de desembre de 2011 | Kitt Peak            | Spacewatch           |
| 442567 | 2012 BU11              | 10 de setembre de 2004 | Socorro              | LINEAR               |
| 442568 | 2012 BO21              | 11 de novembre de 2010 | Catalina             | CSS                  |
| 442569 | 2012 BN22              | 29 d'octubre de 2005   | Catalina             | CSS                  |
| 442570 | 2012 BG30              | 15 de juliol de 2010   | WISE                 | WISE                 |
| 442571 | 2012 BW32              | 13 de setembre de 2004 | Kitt Peak            | Spacewatch           |
| 442572 | 2012 BP49              | 17 de desembre de 2006 | Mount Lemmon         | Mt. Lemmon Survey    |
| 442573 | 2012 BP73              | 8 de febrer de 2007    | Kitt Peak            | Spacewatch           |
| 442574 | 2012 BH74              | 20 de febrer de 2002   | Kitt Peak            | Spacewatch           |
| 442575 | 2012 BC79              | 19 de febrer de 2001   | Socorro              | LINEAR               |
| 442576 | 2012 BU82              | 10 de desembre de 2005 | Kitt Peak            | Spacewatch           |
| 442577 | 2012 BA83              | 30 de novembre de 2005 | Kitt Peak            | Spacewatch           |
| 442578 | 2012 BZ84              | 25 de novembre de 2005 | Kitt Peak            | Spacewatch           |
| 442579 | 2012 BQ87              | 23 de juliol de 2010   | WISE                 | WISE                 |
| 442580 | 2012 BV90              | 12 d'agost de 2010     | Kitt Peak            | Spacewatch           |
| 442581 | 2012 BU93              | 19 de juliol de 2010   | WISE                 | WISE                 |
| 442582 | 2012 BL98              | 1 de febrer de 2001    | Anderson Mesa        | LONEOS               |
| 442583 | 2012 BE102             | 28 d'octubre de 2010   | Catalina             | CSS                  |
| 442584 | 2012 BB103             | 13 d'agost de 2010     | WISE                 | WISE                 |
| 442585 | 2012 BH103             | 14 de juliol de 2010   | WISE                 | WISE                 |
| 442586 | 2012 BX150             | 12 de gener de 2008    | Catalina             | CSS                  |
| 442587 | 2012 BP151             | 16 de març de 2007     | Mount Lemmon         | Mt. Lemmon Survey    |
| 442588 | 2012 BK152             | 14 de setembre de 2004 | Anderson Mesa        | LONEOS               |
| 442589 | 2012 CZ7               | 6 d'agost de 2010      | WISE                 | WISE                 |
| 442590 | 2012 CV8               | 10 de setembre de 2004 | Kitt Peak            | Spacewatch           |
| 442591 | 2012 CR9               | 1 de novembre de 2005  | Mount Lemmon         | Mt. Lemmon Survey    |
| 442592 | 2012 CS25              | 6 d'agost de 2010      | WISE                 | WISE                 |
| 442593 | 2012 CU33              | 15 de setembre de 2004 | Kitt Peak            | Spacewatch           |
| 442594 | 2012 CM40              | 10 de gener de 1999    | Kitt Peak            | Spacewatch           |
| 442595 | 2012 CJ43              | 13 d'octubre de 2010   | Mount Lemmon         | Mt. Lemmon Survey    |
| 442596 | 2012 DT4               | 11 de novembre de 2010 | Kitt Peak            | Spacewatch           |
| 442597 | 2012 DN7               | 8 d'agost de 2010      | WISE                 | WISE                 |
| 442598 | 2012 DO9               | 28 de desembre de 2011 | Mount Lemmon         | Mt. Lemmon Survey    |
| 442599 | 2012 DD13              | 13 de març de 2007     | Kitt Peak            | Spacewatch           |
| 442600 | 2012 DE24              | 12 de setembre de 2004 | Kitt Peak            | Spacewatch           |

## 442601– 442700
| Nom    | Designació provisional | Data de descobriment   | Lloc de descobriment | Descobridor/s        |
| ------ | ---------------------- | ---------------------- | -------------------- | -------------------- |
| 442601 | 2012 DC39              | 22 de febrer de 2012   | Kitt Peak            | Spacewatch           |
| 442602 | 2012 DE56              | 26 de juny de 2010     | WISE                 | WISE                 |
| 442603 | 2012 FC29              | 23 de març de 2004     | Kitt Peak            | Spacewatch           |
| 442604 | 2012 GR11              | 30 de desembre de 2008 | Mount Lemmon         | Mt. Lemmon Survey    |
| 442605 | 2012 HY33              | 27 d'abril de 2012     | Haleakala            | Pan-STARRS 1         |
| 442606 | 2012 JM18              | 29 de novembre de 2005 | Mount Lemmon         | Mt. Lemmon Survey    |
| 442607 | 2012 KZ8               | 28 de desembre de 2005 | Kitt Peak            | Spacewatch           |
| 442608 | 2012 KD9               | 4 de desembre de 2008  | Kitt Peak            | Spacewatch           |
| 442609 | 2012 KU42              | 25 de maig de 2012     | Catalina             | CSS                  |
| 442610 | 2012 KS44              | 5 de setembre de 2007  | Siding Spring        | Siding Spring Survey |
| 442611 | 2012 PC5               | 9 de desembre de 2006  | Kitt Peak            | Spacewatch           |
| 442612 | 2012 PY12              | 10 d'agost de 2012     | Kitt Peak            | Spacewatch           |
| 442613 | 2012 PE20              | 12 de febrer de 2008   | Mount Lemmon         | Mt. Lemmon Survey    |
| 442614 | 2012 QZ12              | 26 de desembre de 2005 | Mount Lemmon         | Mt. Lemmon Survey    |
| 442615 | 2012 QD35              | 10 d'abril de 2005     | Mount Lemmon         | Mt. Lemmon Survey    |
| 442616 | 2012 QC50              | 28 de gener de 2007    | Kitt Peak            | Spacewatch           |
| 442617 | 2012 RR20              | 17 de novembre de 2009 | Kitt Peak            | Spacewatch           |
| 442618 | 2012 RF21              | 14 d'abril de 2008     | Mount Lemmon         | Mt. Lemmon Survey    |
| 442619 | 2012 RZ22              | 4 de desembre de 2005  | Mount Lemmon         | Mt. Lemmon Survey    |
| 442620 | 2012 RD29              | 29 de març de 2011     | Mount Lemmon         | Mt. Lemmon Survey    |
| 442621 | 2012 SD                | 9 d'abril de 2008      | Kitt Peak            | Spacewatch           |
| 442622 | 2012 SJ8               | 12 de setembre de 2005 | Kitt Peak            | Spacewatch           |
| 442623 | 2012 SL15              | 31 d'agost de 2005     | Kitt Peak            | Spacewatch           |
| 442624 | 2012 SF18              | 17 de setembre de 2012 | Kitt Peak            | Spacewatch           |
| 442625 | 2012 SG18              | 22 de febrer de 2011   | Kitt Peak            | Spacewatch           |
| 442626 | 2012 SH21              | 11 d'octubre de 1999   | Socorro              | LINEAR               |
| 442627 | 2012 SC26              | 8 de novembre de 2009  | Mount Lemmon         | Mt. Lemmon Survey    |
| 442628 | 2012 SH50              | 27 de setembre de 2006 | Mount Lemmon         | Mt. Lemmon Survey    |
| 442629 | 2012 SX57              | 31 d'octubre de 2005   | Kitt Peak            | Spacewatch           |
| 442630 | 2012 SU64              | 20 de novembre de 2006 | Kitt Peak            | Spacewatch           |
| 442631 | 2012 TL8               | 25 de setembre de 2012 | Catalina             | CSS                  |
| 442632 | 2012 TC18              | 15 de setembre de 2012 | Kitt Peak            | Spacewatch           |
| 442633 | 2012 TG22              | 29 d'agost de 2005     | Kitt Peak            | Spacewatch           |
| 442634 | 2012 TT24              | 29 de gener de 1995    | Kitt Peak            | Spacewatch           |
| 442635 | 2012 TL28              | 17 de setembre de 2012 | Kitt Peak            | Spacewatch           |
| 442636 | 2012 TF45              | 8 d'octubre de 2012    | Mount Lemmon         | Mt. Lemmon Survey    |
| 442637 | 2012 TQ49              | 19 de març de 2004     | Kitt Peak            | Spacewatch           |
| 442638 | 2012 TY53              | 11 de juliol de 2005   | Kitt Peak            | Spacewatch           |
| 442639 | 2012 TB69              | 5 de maig de 2008      | Mount Lemmon         | Mt. Lemmon Survey    |
| 442640 | 2012 TD73              | 21 de novembre de 2009 | Mount Lemmon         | Mt. Lemmon Survey    |
| 442641 | 2012 TS93              | 6 de març de 2011      | Mount Lemmon         | Mt. Lemmon Survey    |
| 442642 | 2012 TY100             | 4 de setembre de 2008  | Kitt Peak            | Spacewatch           |
| 442643 | 2012 TH101             | 17 de novembre de 2009 | Mount Lemmon         | Mt. Lemmon Survey    |
| 442644 | 2012 TF102             | 1 de setembre de 2005  | Kitt Peak            | Spacewatch           |
| 442645 | 2012 TW109             | 10 de gener de 2007    | Kitt Peak            | Spacewatch           |
| 442646 | 2012 TP117             | 17 de febrer de 2007   | Mount Lemmon         | Mt. Lemmon Survey    |
| 442647 | 2012 TP120             | 10 d'octubre de 2012   | Mount Lemmon         | Mt. Lemmon Survey    |
| 442648 | 2012 TM123             | 28 de maig de 2011     | Mount Lemmon         | Mt. Lemmon Survey    |
| 442649 | 2012 TU124             | 10 de novembre de 2009 | Kitt Peak            | Spacewatch           |
| 442650 | 2012 TZ125             | 6 d'octubre de 2005    | Mount Lemmon         | Mt. Lemmon Survey    |
| 442651 | 2012 TR132             | 30 de gener de 2004    | Kitt Peak            | Spacewatch           |
| 442652 | 2012 TF136             | 12 de desembre de 2006 | Mount Lemmon         | Mt. Lemmon Survey    |
| 442653 | 2012 TJ137             | 27 de gener de 2007    | Mount Lemmon         | Mt. Lemmon Survey    |
| 442654 | 2012 TB150             | 16 de setembre de 2012 | Mount Lemmon         | Mt. Lemmon Survey    |
| 442655 | 2012 TY159             | 14 de setembre de 1999 | Kitt Peak            | Spacewatch           |
| 442656 | 2012 TK163             | 2 de març de 2011      | Kitt Peak            | Spacewatch           |
| 442657 | 2012 TD166             | 21 de novembre de 2009 | Mount Lemmon         | Mt. Lemmon Survey    |
| 442658 | 2012 TW179             | 3 de juny de 2008      | Mount Lemmon         | Mt. Lemmon Survey    |
| 442659 | 2012 TZ195             | 20 de setembre de 2008 | Mount Lemmon         | Mt. Lemmon Survey    |
| 442660 | 2012 TK197             | 18 de setembre de 2001 | Kitt Peak            | Spacewatch           |
| 442661 | 2012 TF207             | 6 de novembre de 2005  | Kitt Peak            | Spacewatch           |
| 442662 | 2012 TW207             | 11 d'octubre de 2012   | Kitt Peak            | Spacewatch           |
| 442663 | 2012 TB219             | 30 de setembre de 2005 | Anderson Mesa        | LONEOS               |
| 442664 | 2012 TS227             | 24 de desembre de 2006 | Kitt Peak            | Spacewatch           |
| 442665 | 2012 TY232             | 24 de setembre de 2005 | Anderson Mesa        | LONEOS               |
| 442666 | 2012 TX252             | 21 de setembre de 2012 | Mount Lemmon         | Mt. Lemmon Survey    |
| 442667 | 2012 TF275             | 10 de desembre de 2009 | Mount Lemmon         | Mt. Lemmon Survey    |
| 442668 | 2012 TJ280             | 22 de desembre de 2005 | Catalina             | CSS                  |
| 442669 | 2012 TS285             | 1 d'octubre de 2005    | Mount Lemmon         | Mt. Lemmon Survey    |
| 442670 | 2012 TT291             | 14 d'octubre de 2012   | Catalina             | CSS                  |
| 442671 | 2012 TD294             | 23 de gener de 2006    | Mount Lemmon         | Mt. Lemmon Survey    |
| 442672 | 2012 TL296             | 3 de maig de 2002      | Kitt Peak            | Spacewatch           |
| 442673 | 2012 TO301             | 9 de maig de 2011      | Mount Lemmon         | Mt. Lemmon Survey    |
| 442674 | 2012 TJ302             | 8 d'octubre de 2012    | Mount Lemmon         | Mt. Lemmon Survey    |
| 442675 | 2012 TT306             | 18 de desembre de 2009 | Mount Lemmon         | Mt. Lemmon Survey    |
| 442676 | 2012 TR308             | 23 d'octubre de 2005   | Catalina             | CSS                  |
| 442677 | 2012 TM311             | 30 d'agost de 2005     | Kitt Peak            | Spacewatch           |
| 442678 | 2012 TN320             | 11 d'octubre de 2012   | Catalina             | CSS                  |
| 442679 | 2012 UD7               | 15 de desembre de 2009 | Mount Lemmon         | Mt. Lemmon Survey    |
| 442680 | 2012 UZ13              | 17 d'abril de 1998     | Kitt Peak            | Spacewatch           |
| 442681 | 2012 UK24              | 31 d'agost de 2005     | Kitt Peak            | Spacewatch           |
| 442682 | 2012 UT31              | 29 de desembre de 2005 | Mount Lemmon         | Mt. Lemmon Survey    |
| 442683 | 2012 UL38              | 17 d'octubre de 2012   | Kitt Peak            | Spacewatch           |
| 442684 | 2012 US39              | 9 d'octubre de 2007    | Kitt Peak            | Spacewatch           |
| 442685 | 2012 UU42              | 23 de setembre de 2012 | Mount Lemmon         | Mt. Lemmon Survey    |
| 442686 | 2012 UT43              | 3 de novembre de 2005  | Mount Lemmon         | Mt. Lemmon Survey    |
| 442687 | 2012 UH46              | 30 d'octubre de 2005   | Kitt Peak            | Spacewatch           |
| 442688 | 2012 UF48              | 27 de setembre de 2008 | Mount Lemmon         | Mt. Lemmon Survey    |
| 442689 | 2012 UT48              | 11 d'octubre de 2005   | Kitt Peak            | Spacewatch           |
| 442690 | 2012 UV50              | 1 d'octubre de 2005    | Kitt Peak            | Spacewatch           |
| 442691 | 2012 UP52              | 15 d'octubre de 2012   | Kitt Peak            | Spacewatch           |
| 442692 | 2012 UC61              | 8 d'abril de 2010      | WISE                 | WISE                 |
| 442693 | 2012 UD72              | 25 de setembre de 2012 | Mount Lemmon         | Mt. Lemmon Survey    |
| 442694 | 2012 UV80              | 10 de desembre de 2005 | Kitt Peak            | Spacewatch           |
| 442695 | 2012 UC85              | 10 d'octubre de 1999   | Socorro              | LINEAR               |
| 442696 | 2012 UY94              | 3 d'octubre de 2002    | Socorro              | LINEAR               |
| 442697 | 2012 UT99              | 10 de març de 2007     | Kitt Peak            | Spacewatch           |
| 442698 | 2012 UV108             | 11 de març de 2011     | Mount Lemmon         | Mt. Lemmon Survey    |
| 442699 | 2012 UK110             | 24 de setembre de 2008 | Catalina             | CSS                  |
| 442700 | 2012 UE112             | 6 de setembre de 2008  | Catalina             | CSS                  |

## 442701– 442800
| Nom    | Designació provisional | Data de descobriment   | Lloc de descobriment | Descobridor/s        |
| ------ | ---------------------- | ---------------------- | -------------------- | -------------------- |
| 442701 | 2012 UH115             | 24 d'agost de 2008     | Kitt Peak            | Spacewatch           |
| 442702 | 2012 UL116             | 25 de setembre de 2012 | Mount Lemmon         | Mt. Lemmon Survey    |
| 442703 | 2012 UO117             | 30 de setembre de 2005 | Mount Lemmon         | Mt. Lemmon Survey    |
| 442704 | 2012 UL122             | 4 de setembre de 2008  | Kitt Peak            | Spacewatch           |
| 442705 | 2012 UD125             | 20 de novembre de 2004 | Kitt Peak            | Spacewatch           |
| 442706 | 2012 UN134             | 29 de desembre de 2005 | Socorro              | LINEAR               |
| 442707 | 2012 UD135             | 21 de setembre de 2012 | Mount Lemmon         | Mt. Lemmon Survey    |
| 442708 | 2012 UK142             | 20 de maig de 2005     | Mount Lemmon         | Mt. Lemmon Survey    |
| 442709 | 2012 UH152             | 8 de juny de 2008      | Kitt Peak            | Spacewatch           |
| 442710 | 2012 UD154             | 21 de setembre de 2012 | Kitt Peak            | Spacewatch           |
| 442711 | 2012 UC159             | 12 d'octubre de 2005   | Kitt Peak            | Spacewatch           |
| 442712 | 2012 UP159             | 7 de gener de 2010     | Kitt Peak            | Spacewatch           |
| 442713 | 2012 UA162             | 28 de novembre de 1995 | Kitt Peak            | Spacewatch           |
| 442714 | 2012 UJ163             | 8 d'octubre de 2012    | Kitt Peak            | Spacewatch           |
| 442715 | 2012 UQ166             | 26 d'octubre de 2009   | Mount Lemmon         | Mt. Lemmon Survey    |
| 442716 | 2012 VH11              | 13 d'octubre de 2012   | Kitt Peak            | Spacewatch           |
| 442717 | 2012 VQ15              | 26 de gener de 2003    | Anderson Mesa        | LONEOS               |
| 442718 | 2012 VJ17              | 19 de novembre de 2003 | Kitt Peak            | Spacewatch           |
| 442719 | 2012 VV17              | 23 de setembre de 2005 | Kitt Peak            | Spacewatch           |
| 442720 | 2012 VP21              | 29 de març de 2011     | Mount Lemmon         | Mt. Lemmon Survey    |
| 442721 | 2012 VB31              | 18 d'octubre de 2009   | Mount Lemmon         | Mt. Lemmon Survey    |
| 442722 | 2012 VM31              | 25 de setembre de 2012 | Kitt Peak            | Spacewatch           |
| 442723 | 2012 VK32              | 7 de gener de 2006     | Mount Lemmon         | Mt. Lemmon Survey    |
| 442724 | 2012 VY33              | 12 de gener de 2010    | Kitt Peak            | Spacewatch           |
| 442725 | 2012 VK39              | 5 de novembre de 2012  | Kitt Peak            | Spacewatch           |
| 442726 | 2012 VS49              | 21 d'octubre de 2012   | Kitt Peak            | Spacewatch           |
| 442727 | 2012 VQ67              | 8 d'octubre de 2012    | Kitt Peak            | Spacewatch           |
| 442728 | 2012 VD68              | 18 de setembre de 2012 | Mount Lemmon         | Mt. Lemmon Survey    |
| 442729 | 2012 VE72              | 24 de setembre de 2008 | Mount Lemmon         | Mt. Lemmon Survey    |
| 442730 | 2012 VW72              | 17 d'octubre de 1995   | Kitt Peak            | Spacewatch           |
| 442731 | 2012 VU91              | 23 d'octubre de 2003   | Kitt Peak            | Spacewatch           |
| 442732 | 2012 VJ92              | 4 d'octubre de 2005    | Catalina             | CSS                  |
| 442733 | 2012 VW93              | 15 d'octubre de 2012   | Kitt Peak            | Spacewatch           |
| 442734 | 2012 VT95              | 29 de setembre de 2005 | Kitt Peak            | Spacewatch           |
| 442735 | 2012 VC99              | 5 de setembre de 2008  | Kitt Peak            | Spacewatch           |
| 442736 | 2012 VN99              | 20 de desembre de 2009 | Kitt Peak            | Spacewatch           |
| 442737 | 2012 VP99              | 26 de setembre de 2005 | Catalina             | CSS                  |
| 442738 | 2012 VK101             | 1 d'octubre de 1999    | Kitt Peak            | Spacewatch           |
| 442739 | 2012 VO104             | 29 d'abril de 2008     | Kitt Peak            | Spacewatch           |
| 442740 | 2012 WT1               | 15 de desembre de 2004 | Kitt Peak            | Spacewatch           |
| 442741 | 2012 WY1               | 25 d'octubre de 2012   | Kitt Peak            | Spacewatch           |
| 442742 | 2012 WP3               | 22 de març de 2010     | WISE                 | WISE                 |
| 442743 | 2012 WF9               | 16 de desembre de 1995 | Kitt Peak            | Spacewatch           |
| 442744 | 2012 WW13              | 2 de juliol de 2008    | Kitt Peak            | Spacewatch           |
| 442745 | 2012 WG15              | 7 de gener de 2006     | Mount Lemmon         | Mt. Lemmon Survey    |
| 442746 | 2012 WH15              | 19 de novembre de 2012 | Kitt Peak            | Spacewatch           |
| 442747 | 2012 WO15              | 7 d'octubre de 2008    | Mount Lemmon         | Mt. Lemmon Survey    |
| 442748 | 2012 WJ19              | 19 d'octubre de 2012   | Mount Lemmon         | Mt. Lemmon Survey    |
| 442749 | 2012 WX20              | 25 de setembre de 2008 | Kitt Peak            | Spacewatch           |
| 442750 | 2012 WG24              | 21 d'abril de 2006     | Siding Spring        | Siding Spring Survey |
| 442751 | 2012 WO24              | 21 de setembre de 2001 | Socorro              | LINEAR               |
| 442752 | 2012 WA25              | 20 de gener de 2009    | Catalina             | CSS                  |
| 442753 | 2012 WK27              | 2 de novembre de 2008  | Mount Lemmon         | Mt. Lemmon Survey    |
| 442754 | 2012 WV27              | 9 de setembre de 2008  | Kitt Peak            | Spacewatch           |
| 442755 | 2012 WR29              | 26 de setembre de 2008 | Kitt Peak            | Spacewatch           |
| 442756 | 2012 WX31              | 26 de novembre de 2005 | Mount Lemmon         | Mt. Lemmon Survey    |
| 442757 | 2012 WU33              | 5 de desembre de 2008  | Kitt Peak            | Spacewatch           |
| 442758 | 2012 XE14              | 30 de juny de 2008     | Kitt Peak            | Spacewatch           |
| 442759 | 2012 XJ37              | 15 de setembre de 2007 | Catalina             | CSS                  |
| 442760 | 2012 XV46              | 22 de gener de 2006    | Mount Lemmon         | Mt. Lemmon Survey    |
| 442761 | 2012 XR48              | 29 de setembre de 2008 | Mount Lemmon         | Mt. Lemmon Survey    |
| 442762 | 2012 XJ51              | 6 de novembre de 2012  | Kitt Peak            | Spacewatch           |
| 442763 | 2012 XG53              | 18 d'octubre de 2009   | Kitt Peak            | Spacewatch           |
| 442764 | 2012 XL62              | 4 de setembre de 2008  | Kitt Peak            | Spacewatch           |
| 442765 | 2012 XH77              | 2 de juliol de 2011    | Mount Lemmon         | Mt. Lemmon Survey    |
| 442766 | 2012 XE81              | 31 de desembre de 2008 | Mount Lemmon         | Mt. Lemmon Survey    |
| 442767 | 2012 XM82              | 25 de desembre de 2005 | Mount Lemmon         | Mt. Lemmon Survey    |
| 442768 | 2012 XV92              | 30 de desembre de 2005 | Kitt Peak            | Spacewatch           |
| 442769 | 2012 XL93              | 13 de novembre de 2012 | Mount Lemmon         | Mt. Lemmon Survey    |
| 442770 | 2012 XQ96              | 23 de setembre de 2008 | Mount Lemmon         | Mt. Lemmon Survey    |
| 442771 | 2012 XZ102             | 16 d'octubre de 2012   | Kitt Peak            | Spacewatch           |
| 442772 | 2012 XH104             | 6 de desembre de 2012  | Kitt Peak            | Spacewatch           |
| 442773 | 2012 XO105             | 4 de novembre de 2007  | Mount Lemmon         | Mt. Lemmon Survey    |
| 442774 | 2012 XZ105             | 13 de novembre de 2012 | Mount Lemmon         | Mt. Lemmon Survey    |
| 442775 | 2012 XH107             | 4 de desembre de 2005  | Kitt Peak            | Spacewatch           |
| 442776 | 2012 XB117             | 20 de gener de 2006    | Catalina             | CSS                  |
| 442777 | 2012 XE120             | 8 de desembre de 2012  | Kitt Peak            | Spacewatch           |
| 442778 | 2012 XE124             | 26 de novembre de 2012 | Mount Lemmon         | Mt. Lemmon Survey    |
| 442779 | 2012 XO125             | 31 de gener de 2006    | Kitt Peak            | Spacewatch           |
| 442780 | 2012 XT131             | 6 de novembre de 2012  | Kitt Peak            | Spacewatch           |
| 442781 | 2012 XL135             | 7 d'agost de 1999      | Kitt Peak            | Spacewatch           |
| 442782 | 2012 XY135             | 4 de desembre de 2008  | Mount Lemmon         | Mt. Lemmon Survey    |
| 442783 | 2012 XU136             | 30 de setembre de 2005 | Catalina             | CSS                  |
| 442784 | 2012 XB140             | 20 d'octubre de 2001   | Socorro              | LINEAR               |
| 442785 | 2012 XM144             | 20 de desembre de 1995 | Kitt Peak            | Spacewatch           |
| 442786 | 2012 XN144             | 1 de febrer de 2009    | Catalina             | CSS                  |
| 442787 | 2012 XQ150             | 12 de setembre de 2001 | Socorro              | LINEAR               |
| 442788 | 2012 XY150             | 8 de desembre de 2012  | Kitt Peak            | Spacewatch           |
| 442789 | 2012 XW151             | 1 de novembre de 2008  | Mount Lemmon         | Mt. Lemmon Survey    |
| 442790 | 2012 XA152             | 26 de desembre de 2005 | Mount Lemmon         | Mt. Lemmon Survey    |
| 442791 | 2012 XE152             | 3 de febrer de 2009    | Mount Lemmon         | Mt. Lemmon Survey    |
| 442792 | 2012 XS152             | 4 d'octubre de 2004    | Kitt Peak            | Spacewatch           |
| 442793 | 2012 XJ154             | 16 de setembre de 2010 | Mount Lemmon         | Mt. Lemmon Survey    |
| 442794 | 2012 YU1               | 12 de novembre de 2012 | Mount Lemmon         | Mt. Lemmon Survey    |
| 442795 | 2013 AW7               | 21 de desembre de 2008 | Kitt Peak            | Spacewatch           |
| 442796 | 2013 AY7               | 17 de desembre de 2001 | Kitt Peak            | Spacewatch           |
| 442797 | 2013 AH8               | 15 de febrer de 1997   | Kitt Peak            | Spacewatch           |
| 442798 | 2013 AX8               | 19 de desembre de 2004 | Kitt Peak            | Spacewatch           |
| 442799 | 2013 AM14              | 20 de novembre de 2000 | Socorro              | LINEAR               |
| 442800 | 2013 AS14              | 14 de juliol de 2009   | Kitt Peak            | Spacewatch           |

## 442801– 442900
| Nom    | Designació provisional | Data de descobriment   | Lloc de descobriment | Descobridor/s          |
| ------ | ---------------------- | ---------------------- | -------------------- | ---------------------- |
| 442801 | 2013 AZ18              | 19 de febrer de 2009   | Mount Lemmon         | Mt. Lemmon Survey      |
| 442802 | 2013 AN19              | 29 de desembre de 2003 | Kitt Peak            | Spacewatch             |
| 442803 | 2013 AZ22              | 29 de febrer de 2008   | Kitt Peak            | Spacewatch             |
| 442804 | 2013 AJ28              | 8 de juny de 2005      | Kitt Peak            | Spacewatch             |
| 442805 | 2013 AL28              | 7 de novembre de 2007  | Catalina             | CSS                    |
| 442806 | 2013 AO28              | 17 de setembre de 2006 | Kitt Peak            | Spacewatch             |
| 442807 | 2013 AQ28              | 9 de maig de 2005      | Kitt Peak            | Spacewatch             |
| 442808 | 2013 AH33              | 17 de març de 2005     | Catalina             | CSS                    |
| 442809 | 2013 AY38              | 16 de novembre de 1998 | Kitt Peak            | Spacewatch             |
| 442810 | 2013 AH41              | 29 de desembre de 2008 | Kitt Peak            | Spacewatch             |
| 442811 | 2013 AV41              | 21 de març de 2009     | Mount Lemmon         | Mt. Lemmon Survey      |
| 442812 | 2013 AQ43              | 19 de desembre de 2003 | Socorro              | LINEAR                 |
| 442813 | 2013 AM44              | 16 de desembre de 2007 | Kitt Peak            | Spacewatch             |
| 442814 | 2013 AD46              | 27 d'agost de 2006     | Kitt Peak            | Spacewatch             |
| 442815 | 2013 AK46              | 4 de desembre de 2005  | Kitt Peak            | Spacewatch             |
| 442816 | 2013 AJ52              | 29 de desembre de 2003 | Catalina             | CSS                    |
| 442817 | 2013 AE55              | 2 de novembre de 2007  | Kitt Peak            | Spacewatch             |
| 442818 | 2013 AJ55              | 8 de desembre de 2012  | Kitt Peak            | Spacewatch             |
| 442819 | 2013 AN58              | 4 de febrer de 2009    | Mount Lemmon         | Mt. Lemmon Survey      |
| 442820 | 2013 AF61              | 15 de novembre de 2012 | Mount Lemmon         | Mt. Lemmon Survey      |
| 442821 | 2013 AR63              | 28 de maig de 2010     | WISE                 | WISE                   |
| 442822 | 2013 AL64              | 23 de novembre de 2008 | Mount Lemmon         | Mt. Lemmon Survey      |
| 442823 | 2013 AR68              | 16 de novembre de 2003 | Kitt Peak            | Spacewatch             |
| 442824 | 2013 AP73              | 10 d'octubre de 2004   | Kitt Peak            | Spacewatch             |
| 442825 | 2013 AY75              | 29 de març de 2009     | Kitt Peak            | Spacewatch             |
| 442826 | 2013 AE78              | 17 de novembre de 2007 | Mount Lemmon         | Mt. Lemmon Survey      |
| 442827 | 2013 AV78              | 12 d'octubre de 1999   | Socorro              | LINEAR                 |
| 442828 | 2013 AT81              | 30 de desembre de 2007 | Kitt Peak            | Spacewatch             |
| 442829 | 2013 AU81              | 18 de novembre de 2008 | Kitt Peak            | Spacewatch             |
| 442830 | 2013 AE82              | 10 de febrer de 2008   | Mount Lemmon         | Mt. Lemmon Survey      |
| 442831 | 2013 AD83              | 28 de febrer de 2009   | Mount Lemmon         | Mt. Lemmon Survey      |
| 442832 | 2013 AG85              | 7 de desembre de 2012  | Mount Lemmon         | Mt. Lemmon Survey      |
| 442833 | 2013 AP87              | 12 de juliol de 2005   | Mount Lemmon         | Mt. Lemmon Survey      |
| 442834 | 2013 AP88              | 1 de març de 2005      | Catalina             | CSS                    |
| 442835 | 2013 AC93              | 29 d'octubre de 2008   | Mount Lemmon         | Mt. Lemmon Survey      |
| 442836 | 2013 AE94              | 9 de novembre de 2008  | Mount Lemmon         | Mt. Lemmon Survey      |
| 442837 | 2013 AZ96              | 27 de desembre de 2005 | Kitt Peak            | Spacewatch             |
| 442838 | 2013 AN97              | 19 de novembre de 2007 | Mount Lemmon         | Mt. Lemmon Survey      |
| 442839 | 2013 AB100             | 6 d'octubre de 2000    | Anderson Mesa        | LONEOS                 |
| 442840 | 2013 AZ100             | 12 de desembre de 2012 | Kitt Peak            | Spacewatch             |
| 442841 | 2013 AK103             | 5 de gener de 2013     | Kitt Peak            | Spacewatch             |
| 442842 | 2013 AR108             | 9 de febrer de 2008    | Mount Lemmon         | Mt. Lemmon Survey      |
| 442843 | 2013 AF113             | 14 de juny de 2005     | Mount Lemmon         | Mt. Lemmon Survey      |
| 442844 | 2013 AP116             | 21 de gener de 2006    | Kitt Peak            | Spacewatch             |
| 442845 | 2013 AH117             | 2 de febrer de 2008    | Kitt Peak            | Spacewatch             |
| 442846 | 2013 AR118             | 9 d'octubre de 2007    | Mount Lemmon         | Mt. Lemmon Survey      |
| 442847 | 2013 AR119             | 25 de febrer de 2006   | Kitt Peak            | Spacewatch             |
| 442848 | 2013 AY120             | 23 d'agost de 2004     | Kitt Peak            | Spacewatch             |
| 442849 | 2013 AA122             | 8 de novembre de 2007  | Kitt Peak            | Spacewatch             |
| 442850 | 2013 AN122             | 16 de setembre de 2001 | Socorro              | LINEAR                 |
| 442851 | 2013 AX123             | 30 de desembre de 2008 | Mount Lemmon         | Mt. Lemmon Survey      |
| 442852 | 2013 AC125             | 2 de març de 2009      | Kitt Peak            | Spacewatch             |
| 442853 | 2013 AE126             | 18 de gener de 2009    | XuYi                 | PMO NEO Survey Program |
| 442854 | 2013 AR126             | 19 de setembre de 2011 | Mount Lemmon         | Mt. Lemmon Survey      |
| 442855 | 2013 AH130             | 7 de novembre de 2007  | Kitt Peak            | Spacewatch             |
| 442856 | 2013 AY131             | 21 de desembre de 2003 | Kitt Peak            | Spacewatch             |
| 442857 | 2013 AF135             | 18 de gener de 2009    | Mount Lemmon         | Mt. Lemmon Survey      |
| 442858 | 2013 AQ136             | 22 de desembre de 2008 | Kitt Peak            | Spacewatch             |
| 442859 | 2013 AZ137             | 22 de març de 2009     | Mount Lemmon         | Mt. Lemmon Survey      |
| 442860 | 2013 AB150             | 20 de febrer de 2009   | Kitt Peak            | Spacewatch             |
| 442861 | 2013 AH161             | 10 d'octubre de 2007   | Kitt Peak            | Spacewatch             |
| 442862 | 2013 AN162             | 15 d'abril de 2010     | WISE                 | WISE                   |
| 442863 | 2013 AX165             | 10 de juny de 2010     | Kitt Peak            | Spacewatch             |
| 442864 | 2013 AO166             | 27 d'abril de 2009     | Kitt Peak            | Spacewatch             |
| 442865 | 2013 AP171             | 1 de maig de 2010      | WISE                 | WISE                   |
| 442866 | 2013 AR173             | 7 d'abril de 2003      | Kitt Peak            | Spacewatch             |
| 442867 | 2013 AT174             | 4 de març de 2005      | Mount Lemmon         | Mt. Lemmon Survey      |
| 442868 | 2013 AY178             | 14 de juny de 2007     | Kitt Peak            | Spacewatch             |
| 442869 | 2013 BH9               | 13 de setembre de 2007 | Mount Lemmon         | Mt. Lemmon Survey      |
| 442870 | 2013 BL9               | 10 de setembre de 2010 | Mount Lemmon         | Mt. Lemmon Survey      |
| 442871 | 2013 BY13              | 17 de gener de 2013    | Kitt Peak            | Spacewatch             |
| 442872 | 2013 BB15              | 7 de maig de 2005      | Kitt Peak            | Spacewatch             |
| 442873 | 2013 BE15              | 3 de febrer de 2000    | Kitt Peak            | Spacewatch             |
| 442874 | 2013 BJ15              | 20 d'octubre de 2011   | Mount Lemmon         | Mt. Lemmon Survey      |
| 442875 | 2013 BA24              | 22 de novembre de 2006 | Mount Lemmon         | Mt. Lemmon Survey      |
| 442876 | 2013 BE24              | 5 de gener de 2013     | Mount Lemmon         | Mt. Lemmon Survey      |
| 442877 | 2013 BX25              | 8 de desembre de 2012  | Mount Lemmon         | Mt. Lemmon Survey      |
| 442878 | 2013 BG29              | 16 de gener de 2013    | Catalina             | CSS                    |
| 442879 | 2013 BN33              | 4 de febrer de 2009    | Mount Lemmon         | Mt. Lemmon Survey      |
| 442880 | 2013 BS35              | 5 de gener de 2013     | Mount Lemmon         | Mt. Lemmon Survey      |
| 442881 | 2013 BX37              | 10 d'octubre de 2004   | Kitt Peak            | Spacewatch             |
| 442882 | 2013 BU38              | 10 de febrer de 2008   | Mount Lemmon         | Mt. Lemmon Survey      |
| 442883 | 2013 BY38              | 17 de gener de 2009    | Kitt Peak            | Spacewatch             |
| 442884 | 2013 BB39              | 19 de gener de 2008    | Mount Lemmon         | Mt. Lemmon Survey      |
| 442885 | 2013 BU43              | 26 de setembre de 2006 | Kitt Peak            | Spacewatch             |
| 442886 | 2013 BK47              | 23 de setembre de 2011 | Kitt Peak            | Spacewatch             |
| 442887 | 2013 BS47              | 13 de novembre de 2007 | Kitt Peak            | Spacewatch             |
| 442888 | 2013 BU47              | 12 de febrer de 2008   | Kitt Peak            | Spacewatch             |
| 442889 | 2013 BE56              | 19 de gener de 2009    | Mount Lemmon         | Mt. Lemmon Survey      |
| 442890 | 2013 BN59              | 28 d'agost de 2006     | Kitt Peak            | Spacewatch             |
| 442891 | 2013 BN60              | 29 de setembre de 2011 | Mount Lemmon         | Mt. Lemmon Survey      |
| 442892 | 2013 BX63              | 7 de juny de 2010      | WISE                 | WISE                   |
| 442893 | 2013 BJ69              | 8 d'octubre de 2007    | Catalina             | CSS                    |
| 442894 | 2013 BL72              | 22 de febrer de 2009   | Kitt Peak            | Spacewatch             |
| 442895 | 2013 BR73              | 15 de desembre de 2007 | Catalina             | CSS                    |
| 442896 | 2013 BQ75              | 2 de gener de 2009     | Mount Lemmon         | Mt. Lemmon Survey      |
| 442897 | 2013 BE76              | 19 de febrer de 2009   | Kitt Peak            | Spacewatch             |
| 442898 | 2013 CF                | 16 de gener de 2013    | Catalina             | CSS                    |
| 442899 | 2013 CE3               | 30 de juliol de 2009   | Kitt Peak            | Spacewatch             |
| 442900 | 2013 CH9               | 2 d'abril de 2000      | Kitt Peak            | Spacewatch             |

## 442901– 443000
| Nom    | Designació provisional | Data de descobriment   | Lloc de descobriment | Descobridor/s          |
| ------ | ---------------------- | ---------------------- | -------------------- | ---------------------- |
| 442901 | 2013 CJ9               | 5 de febrer de 2009    | Mount Lemmon         | Mt. Lemmon Survey      |
| 442902 | 2013 CZ9               | 5 de gener de 2013     | Kitt Peak            | Spacewatch             |
| 442903 | 2013 CT10              | 26 de novembre de 2003 | Kitt Peak            | Spacewatch             |
| 442904 | 2013 CB11              | 23 d'octubre de 2011   | Mount Lemmon         | Mt. Lemmon Survey      |
| 442905 | 2013 CQ12              | 3 de febrer de 2009    | Kitt Peak            | Spacewatch             |
| 442906 | 2013 CV12              | 1 de febrer de 2013    | Kitt Peak            | Spacewatch             |
| 442907 | 2013 CK15              | 27 de febrer de 2009   | Catalina             | CSS                    |
| 442908 | 2013 CC16              | 29 de setembre de 1997 | Kitt Peak            | Spacewatch             |
| 442909 | 2013 CS19              | 18 de setembre de 2007 | Siding Spring        | Siding Spring Survey   |
| 442910 | 2013 CR20              | 19 de gener de 2013    | Mount Lemmon         | Mt. Lemmon Survey      |
| 442911 | 2013 CH25              | 28 de setembre de 2003 | Anderson Mesa        | LONEOS                 |
| 442912 | 2013 CR26              | 22 de gener de 2002    | Kitt Peak            | Spacewatch             |
| 442913 | 2013 CA31              | 2 de març de 2008      | Kitt Peak            | Spacewatch             |
| 442914 | 2013 CA33              | 10 de gener de 2007    | Kitt Peak            | Spacewatch             |
| 442915 | 2013 CU36              | 7 de gener de 2013     | Kitt Peak            | Spacewatch             |
| 442916 | 2013 CL39              | 31 de gener de 2009    | Mount Lemmon         | Mt. Lemmon Survey      |
| 442917 | 2013 CU39              | 30 d'octubre de 2007   | Mount Lemmon         | Mt. Lemmon Survey      |
| 442918 | 2013 CZ39              | 25 de gener de 2009    | Kitt Peak            | Spacewatch             |
| 442919 | 2013 CH42              | 23 d'agost de 2004     | Kitt Peak            | Spacewatch             |
| 442920 | 2013 CG43              | 29 de març de 2009     | Mount Lemmon         | Mt. Lemmon Survey      |
| 442921 | 2013 CY44              | 15 d'octubre de 2007   | Mount Lemmon         | Mt. Lemmon Survey      |
| 442922 | 2013 CM45              | 2 de febrer de 2008    | Kitt Peak            | Spacewatch             |
| 442923 | 2013 CA48              | 16 de setembre de 2010 | Kitt Peak            | Spacewatch             |
| 442924 | 2013 CW48              | 18 de novembre de 1998 | Kitt Peak            | Spacewatch             |
| 442925 | 2013 CF49              | 26 de setembre de 2000 | Socorro              | LINEAR                 |
| 442926 | 2013 CS49              | 7 de gener de 2013     | Kitt Peak            | Spacewatch             |
| 442927 | 2013 CQ51              | 17 de març de 2009     | Kitt Peak            | Spacewatch             |
| 442928 | 2013 CL52              | 29 de setembre de 2003 | Kitt Peak            | Spacewatch             |
| 442929 | 2013 CH64              | 20 de gener de 2013    | Kitt Peak            | Spacewatch             |
| 442930 | 2013 CQ64              | 18 d'octubre de 2011   | Kitt Peak            | Spacewatch             |
| 442931 | 2013 CW64              | 14 de desembre de 2006 | Kitt Peak            | Spacewatch             |
| 442932 | 2013 CY64              | 13 de juliol de 2010   | WISE                 | WISE                   |
| 442933 | 2013 CA66              | 13 de desembre de 2007 | Socorro              | LINEAR                 |
| 442934 | 2013 CE66              | 8 d'octubre de 2007    | Catalina             | CSS                    |
| 442935 | 2013 CR70              | 26 de febrer de 2009   | Kitt Peak            | Spacewatch             |
| 442936 | 2013 CL71              | 25 de maig de 2010     | WISE                 | WISE                   |
| 442937 | 2013 CN72              | 9 d'abril de 2010      | Mount Lemmon         | Mt. Lemmon Survey      |
| 442938 | 2013 CG74              | 4 de setembre de 2010  | Mount Lemmon         | Mt. Lemmon Survey      |
| 442939 | 2013 CO74              | 4 de gener de 2006     | Catalina             | CSS                    |
| 442940 | 2013 CZ74              | 5 de febrer de 2013    | Mount Lemmon         | Mt. Lemmon Survey      |
| 442941 | 2013 CH75              | 5 de febrer de 2013    | Catalina             | CSS                    |
| 442942 | 2013 CP76              | 20 de gener de 2013    | Kitt Peak            | Spacewatch             |
| 442943 | 2013 CZ86              | 14 de gener de 1996    | Kitt Peak            | Spacewatch             |
| 442944 | 2013 CQ87              | 15 d'agost de 2009     | Kitt Peak            | Spacewatch             |
| 442945 | 2013 CL90              | 29 de desembre de 2003 | Catalina             | CSS                    |
| 442946 | 2013 CM90              | 1 de maig de 2008      | Kitt Peak            | Spacewatch             |
| 442947 | 2013 CM95              | 2 de febrer de 2008    | Kitt Peak            | Spacewatch             |
| 442948 | 2013 CH99              | 13 de febrer de 2008   | Kitt Peak            | Spacewatch             |
| 442949 | 2013 CJ100             | 1 de novembre de 2007  | Kitt Peak            | Spacewatch             |
| 442950 | 2013 CM103             | 2 de febrer de 2013    | Kitt Peak            | Spacewatch             |
| 442951 | 2013 CU104             | 8 de març de 2008      | Kitt Peak            | Spacewatch             |
| 442952 | 2013 CZ104             | 19 d'agost de 2006     | Kitt Peak            | Spacewatch             |
| 442953 | 2013 CA114             | 28 de gener de 2004    | Kitt Peak            | Spacewatch             |
| 442954 | 2013 CL115             | 27 de juliol de 2010   | WISE                 | WISE                   |
| 442955 | 2013 CF116             | 11 de febrer de 2008   | Kitt Peak            | Spacewatch             |
| 442956 | 2013 CW116             | 11 de setembre de 2004 | Kitt Peak            | Spacewatch             |
| 442957 | 2013 CK119             | 10 de maig de 2005     | Kitt Peak            | Spacewatch             |
| 442958 | 2013 CG121             | 2 de febrer de 2007    | Kitt Peak            | Spacewatch             |
| 442959 | 2013 CA123             | 4 de gener de 2013     | Kitt Peak            | Spacewatch             |
| 442960 | 2013 CQ123             | 24 de setembre de 2005 | Kitt Peak            | Spacewatch             |
| 442961 | 2013 CS124             | 21 de gener de 2013    | Mount Lemmon         | Mt. Lemmon Survey      |
| 442962 | 2013 CG125             | 1 de març de 2009      | Kitt Peak            | Spacewatch             |
| 442963 | 2013 CN125             | 16 de febrer de 2007   | Catalina             | CSS                    |
| 442964 | 2013 CB126             | 29 d'octubre de 1999   | Kitt Peak            | Spacewatch             |
| 442965 | 2013 CP130             | 10 de febrer de 2002   | Kitt Peak            | Spacewatch             |
| 442966 | 2013 CC131             | 17 de gener de 2013    | Mount Lemmon         | Mt. Lemmon Survey      |
| 442967 | 2013 CF131             | 21 d'octubre de 2006   | Mount Lemmon         | Mt. Lemmon Survey      |
| 442968 | 2013 CG134             | 7 de juliol de 2010    | WISE                 | WISE                   |
| 442969 | 2013 CV135             | 14 de novembre de 1999 | Kitt Peak            | Spacewatch             |
| 442970 | 2013 CH136             | 18 de desembre de 2003 | Socorro              | LINEAR                 |
| 442971 | 2013 CK136             | 18 d'octubre de 2007   | Kitt Peak            | Spacewatch             |
| 442972 | 2013 CB137             | 4 de desembre de 2007  | Mount Lemmon         | Mt. Lemmon Survey      |
| 442973 | 2013 CZ137             | 3 d'octubre de 2011    | XuYi                 | PMO NEO Survey Program |
| 442974 | 2013 CJ141             | 7 de març de 2008      | Mount Lemmon         | Mt. Lemmon Survey      |
| 442975 | 2013 CV141             | 4 de desembre de 2007  | Kitt Peak            | Spacewatch             |
| 442976 | 2013 CB147             | 22 d'octubre de 2006   | Catalina             | CSS                    |
| 442977 | 2013 CO149             | 3 de març de 2005      | Kitt Peak            | Spacewatch             |
| 442978 | 2013 CL150             | 14 de febrer de 2013   | Kitt Peak            | Spacewatch             |
| 442979 | 2013 CH151             | 6 de febrer de 2007    | Kitt Peak            | Spacewatch             |
| 442980 | 2013 CX154             | 9 de gener de 2013     | Mount Lemmon         | Mt. Lemmon Survey      |
| 442981 | 2013 CB155             | 13 de març de 2008     | Mount Lemmon         | Mt. Lemmon Survey      |
| 442982 | 2013 CP155             | 30 de gener de 2008    | Mount Lemmon         | Mt. Lemmon Survey      |
| 442983 | 2013 CQ158             | 14 de febrer de 2013   | Kitt Peak            | Spacewatch             |
| 442984 | 2013 CP159             | 8 de febrer de 2008    | Mount Lemmon         | Mt. Lemmon Survey      |
| 442985 | 2013 CK161             | 2 de febrer de 2008    | Mount Lemmon         | Mt. Lemmon Survey      |
| 442986 | 2013 CK165             | 21 d'octubre de 2006   | Mount Lemmon         | Mt. Lemmon Survey      |
| 442987 | 2013 CN165             | 17 de novembre de 2011 | Mount Lemmon         | Mt. Lemmon Survey      |
| 442988 | 2013 CK166             | 24 de març de 2003     | Kitt Peak            | Spacewatch             |
| 442989 | 2013 CB170             | 2 de novembre de 2011  | Mount Lemmon         | Mt. Lemmon Survey      |
| 442990 | 2013 CV173             | 3 de gener de 2009     | Mount Lemmon         | Mt. Lemmon Survey      |
| 442991 | 2013 CO174             | 18 de setembre de 2010 | Mount Lemmon         | Mt. Lemmon Survey      |
| 442992 | 2013 CT176             | 22 d'octubre de 2008   | Kitt Peak            | Spacewatch             |
| 442993 | 2013 CQ177             | 22 de setembre de 2011 | Catalina             | CSS                    |
| 442994 | 2013 CM179             | 5 de desembre de 2007  | Kitt Peak            | Spacewatch             |
| 442995 | 2013 CM180             | 3 de novembre de 2011  | Mount Lemmon         | Mt. Lemmon Survey      |
| 442996 | 2013 CV180             | 15 de desembre de 2006 | Kitt Peak            | Spacewatch             |
| 442997 | 2013 CE181             | 10 de març de 2000     | Kitt Peak            | Spacewatch             |
| 442998 | 2013 CR181             | 7 de febrer de 1997    | Kitt Peak            | Spacewatch             |
| 442999 | 2013 CO183             | 21 d'octubre de 1995   | Kitt Peak            | Spacewatch             |
| 443000 | 2013 CA187             | 10 de gener de 2007    | Mount Lemmon         | Mt. Lemmon Survey      |